# Real Betis Balompié
El Real Betis Balompié, S. A. D., también conocido como Real Betis, es una entidad polideportiva con sede en la ciudad de Sevilla, en España. Se fundó el 12 de septiembre de 1907 como Sevilla Balompié para la práctica del fútbol y así consta como fecha fundacional para el propio club. Oficialmente se registró el 1 de febrero de 1908. Disputa sus encuentros como local en el Estadio Benito Villamarín, con capacidad para 60 721 espectadores.
Es uno de los nueve clubes españoles que han conquistado Liga y Copa. También es el club que más veces ha subido y bajado a la Segunda División de España. En 1935 se convirtió en el cuarto club de la historia en conquistar la Primera División de España, una década en la que se popularizó su conocido lema "Viva el Betis manquepierda". Es, además, el primer club que levantó la Copa del Rey con esta denominación en democracia, título que consiguió en 1977, 2005 y 2022. No siempre ha competido en la máxima división nacional. Es uno de los dos únicos clubes españoles que se han proclamado campeones de Primera, de Segunda y de Tercera División, y se encuentra pese a ello en el noveno puesto de la clasificación histórica de la Primera División, habiendo disputado 59 temporadas en la máxima categoría del fútbol en España.
Su trayectoria en las competiciones nacionales le ha llevado a disputar competiciones internacionales en diecisiete ocasiones: una de la UEFA Champions League, máximo torneo a nivel de clubes en Europa, once de la Copa de la UEFA/Liga Europa, dos en la Liga Conferencia (resultando subcampeón en 2024-25), dos de la extinta Recopa de Europa y una en la extinta Copa de Ferias; a ello se suman otras participaciones en la también extinta Copa Ibérica. Es el noveno club español que más veces ha competido en Europa y el duodécimo que ha disputado una final.
También ha completado la mejor campaña de un equipo andaluz en primera división en número de puntos y en goles a favor (77 puntos y 81 goles, temporada 1996-97; 79 % del total de los puntos obtenidos, temporada 34/35).
Se situó en el vigésimo puesto del top-25 de la clasificación de clubes del mundo elaborada por la Federación Internacional de Historia y Estadística de Fútbol (IFFHS) en los años 1995, 1997 y 2005.
Tiene una de las aficiones más reconocidas de España. Más de un 3 % de los entrevistados reconocieron en 2014 para el CIS ser seguidor del Betis, lo que le sitúa entre los seis equipos que más seguimiento acumulan en territorio nacional, triplicando el número de simpatizantes del Sevilla FC. Igualmente, según el barómetro del CIS, el Betis es el segundo equipo de muchos españoles y ocupa la quinta posición respecto a la simpatía sentida hacia algún otro equipo además del principal.
Con más de 500 peñas repartidas por todo el mundo, es el cuarto club español en esta clasificación. El Betis es el cuarto equipo con mayor número de socios de España con un total de 85 708 socios, de los cuales 53 161 tienen localidad en el estadio, que es el número límite que el Betis marca como máximo (conocido como “numerus clausus”) y el resto de localidades libres quedan para la venta de entradas y los compromisos. Disputa el derbi sevillano contra el Sevilla Fútbol Club, con el cual mantiene una enorme rivalidad histórica desde sus inicios en los años 1910 por ser dos equipos de la misma ciudad.
Aunque es principalmente conocido por sus equipos de fútbol masculino, cuenta con categorías femeninas y con secciones deportivas en fútbol sala y baloncesto.

## Historia

### Antecedentes y fundación

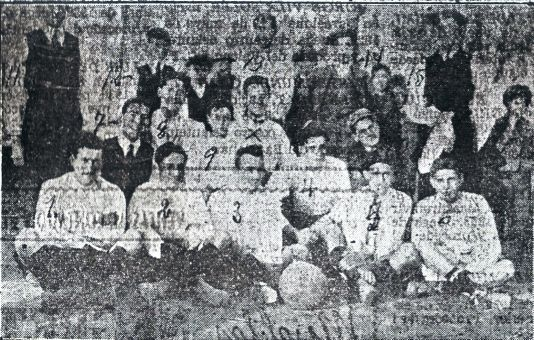
Primera instantánea previa a la formación del club (1906).

El primer equipo de fútbol de España se fundó en 1889 en Andalucía, con el nombre de Huelva Recreation Club. Un par de años después empezaron a reunirse a practicar este deporte un entusiasta grupo de estudiantes de la Academia Politécnica de Sevilla. Tras esos comienzos, parece que decidieron dar unos primeros pasos para la conformación del equipo en 1907, año que se toma como fundacional por el club desde entonces, aunque no fue hasta después de la primavera de 1908 cuando, promovidos por las celebraciones en la ciudad de una fiesta de índole patriótica denominada «España en Sevilla», en la que se conmemora el Centenario de la Independencia española de Francia, nació su intención de formalizar legalmente su situación. Así, contactan con el periodista y académico de la lengua española Mariano de Cavia para que les aconseje en qué términos pueden expresar la denominación inglesa del foot-ball empleando sustantivos castellanos; les respondió el 1 de agosto y a través del diario El Liberal que lo más apropiado es «balompié»:

“Varios jóvenes amables se proponen organizar una nueva sociedad de "foot-ball"; desean darle un nombre español, y no acertando con él, me hacen la merced de apelar a mis cortas luces, porque ellos tienen por intraducible el vocablo inglés con que se denomina este deporte.
¡Intraducible! Así como Napoleón, o quien fuese, dijo que la palabra “imposible” no era francesa, yo me permito creer que la palabra “intraducible” es una de las más inútiles de nuestro vocabulario. Para un idioma tan copioso, variado, expresivo y flexible como el español, muy a duras penas se halla una voz o término extranjero que no tenga equivalencia exacta, o que en último caso, y sin caer en el vicio del barbarismo, no sea asimilable o adaptable con la debida holgura.
El término "foot-ball" no solamente no es intraducible, sino que al traducirlo al pie de la letra —ya que el pie toma tanta parte en ese juego— nos encontramos con un vocablo español de la más clara significación y de la más castiza estructura.
El vocablo inglés es doble: está compuesto de "foot" (pie) y "ball" (balón). Pelota muy grande de viento llama al balón el Diccionario de la Academia en la segunda acepción de la palabra.
Disponiendo pues, en nuestro idioma de las mismas dos voces que en inglés, e igualmente precisas y breves, nada más lógico y hacedero que componer la palabra «balompié», cambiando en m la n del balón por la misma regla ortográfica que se sigue en ciempiés, sambenito, el apellido Sampedro, etc., etc.
El "piebalón" sería una traducción harto servil de la palabra inglesa, bastante fea además, y por añadidura, opuesta a la índole de nuestro idioma, que con toda gentileza se nos manifiesta en otras palabras casticísimas, hermanas mayores del neologismo que me atrevo a proponer, en la esperanza de que deje de serlo muy pronto, para convertirse en una voz tan corriente como estas de rancio y puro linaje: buscapié, hincapié, rodapié, tirapié, traspié, volapié.
No sé si me dejo en el tintero algunas otras por el estilo. Con las precitadas podría hombrearse muy dignamente el «balompié», gracias a la aceptación y extensión que en España ha logrado este deporte británico, si mi proposición mereciese igual favor por parte de los jóvenes deportistas y de los cronistas deportivos.
A los primeros en general, y más especialmente a los segundos, brindo esta modesta "ideíca" en bien de la pureza y riqueza de esta habla española, por cuya conservación y acrecimiento todos debemos interesarnos de continuo, sin dejarnos vencer por la rutina y el culto inconsciente que se rinde al exotismo, culto asaz bajuno y excesivamente cursi en muchas ocasiones.
Cierto que al principio parecerá rara y chocante la palabra «balompié», como acontece con toda novedad léxica; pero repítase varias veces el vocablo —balompié, balompié, balompié, balompié— y presto se acostumbrará el oído, mercede a la significativa y castiza estructura de esas tres sílabas. ¿No es esto mejor que decir "fútbol", como dicen los más, diciéndolo torpemente y sin saber lo que se dicen?

Y para no cansar más aquí pongo término a esta vaga y quizás vana leccioncilla de castellano visto ordeñar, saludando afectuosamente a los briosos jugadores de balompié, y despidiéndonos del vocablo nuevo con las palabras de un padre que no se fía mucho de la fuerza de la razón”.
Mariano de Cavia. 1 de agosto de 1908. Madrid.

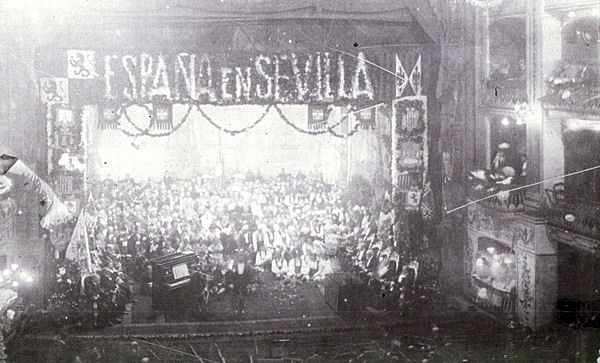
Feria España en Sevilla donde se inició la formalización del club (1908).

Poco tiempo después (se desconoce la fecha exacta ya que la primera constancia documental de la formación de la sociedad deportiva data del 12 de septiembre de 1908), se constituyó el Sevilla Balompié, tomando su denominación del citado evento que diese origen al club y de la recomendación del periodista. Nacía así a efectos legales una de las denominaciones más históricas y características del fútbol español, si bien parece que ya venían practicando este deporte desde tiempo atrás.
Entre los integrantes había muchos grupos de hermanos: los hermanos Wesolowski, Castillo, Cáscales y Gutiérrez, mientras que fue Alfonso del Castillo Ochoa, el que quedó registrado como primer presidente de la entidad. El resto de la primera directiva club quedó establecida de la siguiente manera: Roberto Vicente, vicepresidente; Juan del Castillo Ochoa, tesorero; Vicente Peris, secretario; Salvador Morales, vicesecretario; y José Sequeiro, Jacinto Wesolowski, Gabriel Vadillo, Edmundo Wesolowski y Antonio Gutiérrez, vocales.
La sede social se ubicó en la calle Alfonso XII primero, mientras que el nombre elegido por el grupo de jóvenes en honor a las ya citadas celebraciones del centenario de la independencia, y con el que pretendieron evitar la expresión inglesa foot-ball, que acabó por convertirse en su seña de identidad.
Quedó asimismo reflejado el uniforme a emplear para sus encuentros, estando compuesto de una camisa azul-celeste con pantalón blanco como uniforme, además de estar este representado con un escudo circular. En alguna ocasión se les apreció también invirtiendo estos colores como un uniforme alternativo.
Así se mantuvo durante sus primeros meses hasta que regularizó su situación que conllevó el primer cambio en su denominación.

### Oficialidad y primeros años

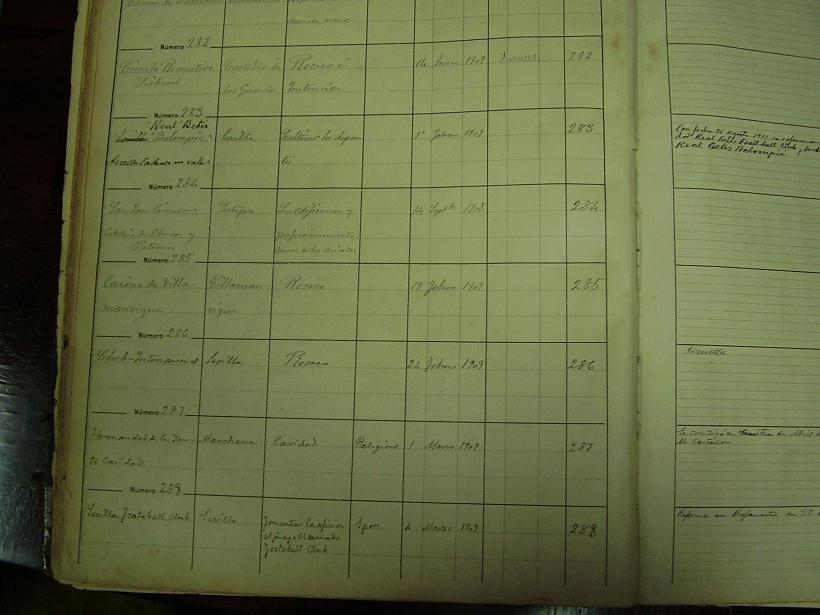
Libro de Registro del Gobierno Civil de Sevilla con la inscripción del club (1909).

El 1 de febrero de 1909 fue cuando el reglamento de la (Sociedad) Sevilla Balompié quedó establecido a instancias de la gobernancia civil, requisito indispensable en el país para formalizar un club deportivo, debiendo el correspondiente gobernador civil, Joaquín Caro y del Arroyo, darle validez administrativa según la vigente Ley de Asociaciones de 1887. Dicho proceso solía demorarse, por lo que no era hasta la confirmación posterior cuando un club quedaba oficialmente reflejado e inscrito en el Registro de Asociaciones. Entre otras formalidades, dicha Ley recogía:

“La constitución de una Sociedad requiere de la presentación al Gobernador Civil de los estatutos y el Acta Constitutiva de la misma ocho días por lo menos antes de constituirla y sólo tras su aprobación será constituida pasando a ser inscrita en el Registro”.
Ley de Asociaciones de 1887

Sin embargo, cabe destacar que dicha formalidad tenía un valor declarativo, que no constitutivo en un principio. Es por ello que pese a la legalización de estos primeros clubes, muchos recojan como anterior su fecha fundacional, caso del Sevilla Balompié, datándolo el propio club en 1907, siendo incluso posible que se remonte a 1906, fecha en la que empezaron la práctica el grupo de estudiantes y quedando establecido en 1908.
Sus estatutos constaban de quince artículos, destacando el artículo octavo que establecía:

“Podrán jugar en esta sociedad todos los extranjeros que lo deseen en calidad de transeúntes”.
Estatutos del club de 1909. Sevilla.

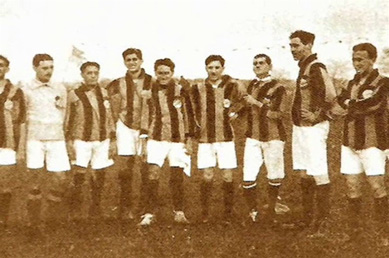
Betis Foot-Ball Club en 1909.

Mientras el club jugaba sus primeros partidos como sociedad oficial, se oficializa en enero de 1910 el Betis Foot-ball Club como consecuencia de una escisión en el Sevilla Foot-Ball Club, liderada por los hermanos Manuel y Antonio Gutiérrez, exdirigentes del club sevillista. El motivo era la discrepancia entre quienes debían integrar la sociedad atendiendo a su clase social u origen, cerrando el acceso a quienes estipulasen oportuno, a lo que se oponían los nuevos directivos béticos. Entre sus promotores se encontraban Eladio García de la Borbolla, Manuel Domínguez Anillo, Manuel Folgado, Alberto Henke, Alberto Comesaña y Lissen Diego Otero. La sede social se estableció primero en la calle Mariscal (1910-1911) y después en la calle Federico de Castro (1912-1914). El club, años después, se convirtió en pieza principal de la historia del club pese a su origen sevillista.
Por su parte, «El Balompié», como fue conocido el equipo hasta finales de los años veinte, se convirtió en el año 1910 en el primer vencedor de la Copa de Sevilla, condición que revalidó y ostentó hasta 1913, siendo uno de los equipos que más impulsó el fútbol en la región ya con su identificativo uniforme verdiblanco establecido en 1911 a semejanza de los colores de la que después sería la bandera andaluza con unos colores que definieron históricamente a la región. Debido a ese primer éxito fue invitado a participar en la Campeonato de España por los clubes conformantes de la Unión Española de Clubs de Football en un año en el que el campeonato tuvo dos torneos, siendo el otro organizado por la Federación Española de Clubs de Football integrada por los clubes adscritos a las diferentes federaciones regionales, y que no poseían en el sur. Finalmente, el club rehusó participar por motivos económicos, en la que hubiese sido la primera participación de un club sevillano en la máxima competición a nivel de clubes en España.
Así pues eran ellos mismos los encargados de organizar las competiciones, y en especial el Real Club Recreativo de Huelva, decano español y uno de los más reconocidos en la época. Pronto estos primeros encuentros de carácter interlocal en la región comenzaron a registrar la que posteriormente sería una de las rivalidades más encarnizadas del fútbol español con su vecino, el Sevilla Foot-Ball Club en el derbi sevillano. Este tuvo su primer partido, considerado oficioso, el 28 de noviembre en una serie de encuentros para dilucidar el equipo que competiría en la primera edición del Campeonato de Andalucía, con victoria para los balompédicos, mientras que el primer encuentro en competición oficiosa entre ambas sociedades se produjo el 5 de enero de 1910 en el citado campeonato regional Campeonato de Andalucía-Extremadura, finalizando con un empate a cero goles.
Los balompédicos se mantuvieron hasta mitad de la década como el mejor equipo de Sevilla, consiguiendo varios triunfos en la Copa de Sevilla, reforzándose con uno de los hechos más destacados en su historia, al producirse la fusión con el Betis Foot-Ball Club en 1914.

### La fusión previa a la crisis económica

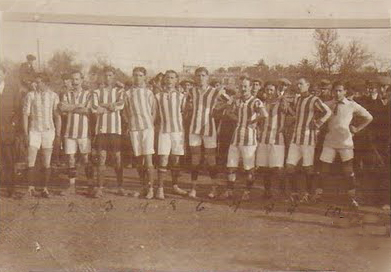
El Sevilla Balompié antes de la fusión (1913).

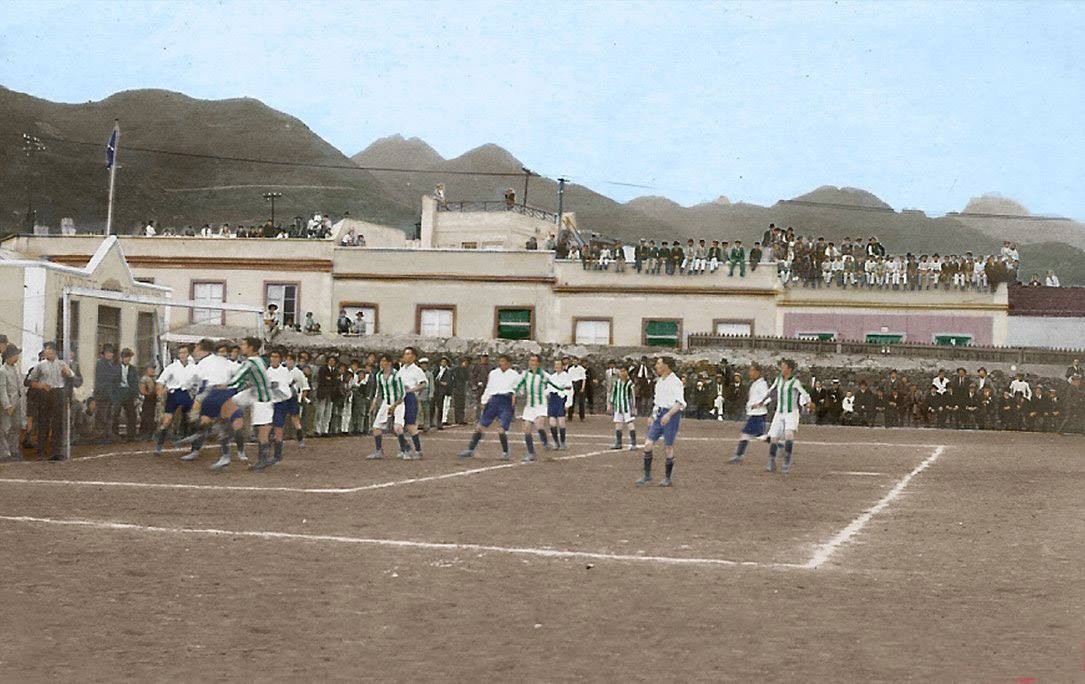
El Real Betis atacando ante el Tenerife Sporting el 18 de noviembre
de 1919 en el Campo de Miraflores.

Tras un periodo de inactividad que empezó poco antes del verano de 1913, el Betis F. C. volvió a reorganizarse en marzo de 1914. El 17 de agosto de 1914 el club recibió de manos del rey Alfonso XIII el título de Real. Tras unos meses de negociaciones entre las directivas de Sevilla Balompié y Real Betis Foot-ball Club para fusionar ambas entidades, el 6 de diciembre de 1914 el Sevilla Balompié aprobó en junta general extraordinaria la unión, mientras que el Real Betis F. C. hizo lo propio en una reunión celebrada dos días más tarde.
Pese a que los béticos en un primer momento habían iniciado movimientos para integrarse nuevamente en el seno sevillista, un cambio en los acontecimientos les llevó a recalar en el club balompédico, recientemente proclamado nuevamente como campeón de Sevilla. El hecho llevó a un cambio en su denominación por la de Real Betis Balompié, adoptando así partes del nombre de los dos clubes originarios, y de la que ya no se separó a lo largo de su historia siendo una de las denominaciones vigentes más antiguas del fútbol español. El 23 de diciembre de 1914, la Casa Real dio su aprobación a la unión con el nuevo nombre. El hecho significó además que la rivalidad entre balompédicos y sevillistas llegase entonces a su punto más alto al considerar la fusión los nervionenses como un acto de "declaración de guerra". El inglés Herbert Richard Jones, del antiguo Sevilla Balompié, fue nombrado presidente del club mientras que Eladio García de la Borbolla del Real Betis F. C., secretario.
El 26 de agosto de 1915, con la habitual demora en las legalizaciones de sociedades de la época, el Gobernador Civil de Sevilla Severo Gómez Núñez aprobó los estatutos y el cambio de denominación del club absorbente, disponiendo que se modificara la denominación del registro de "Sevilla" por la de "Real Betis" (apunte n.º 283 página 36 del Libro de Gobierno del Registro Civil: enmienda y nota al margen). De esta forma, la autoridad legal confirió a esta unión el tratamiento de una fusión por absorción, manteniendo a todos los efectos la continuidad jurídica de la primera sociedad, que mantuvo su inscripción en el apunte n.º 283 sin disolución.
Más allá del plano legal, en el puramente práctico, el Balompié aportó los jugadores, el palmarés, la afición y el terreno de juego, que desde 1913 era el Campo de las Tablas Verdes, en el Prado de San Sebastián, mientras el Betis F. C. fundamentalmente añadió el título de "Real". El 27 de diciembre de 1914 disputó en el hipódromo de Tablada su primer partido tras la fusión. el encuentro acabó en derrota por 1-3 ante el Club Recreativo de Huelva.
A pesar de esto, eran marcados momentos para el club que veía no solo un importante y reconocido crecimiento como sociedad, sino que veía como se sustentaba en el plano deportivo, donde además de los éxitos sevillanos le llevaron a participar también en el recientemente inaugurado torneo oficial del Campeonato Regional Sur —popularmente conocido como Copa de Andalucía— a finales de 1915 junto a otros nueve equipos andaluces, quedando como segundo mejor equipo de Sevilla sin poder acceder a una fase final vencida por el Español Foot-Ball Club gaditano.
El club, que continuó siendo conocido popularmente como "el Balompié" y sus aficionados como "los balompedistas", volvió a proclamarse campeón de Sevilla en 1915, momento en el que empezó un lento declive que tuvo su momento más álgido en 1920, fecha en la que el club estuvo al borde de la desaparición debido a una acusada crisis económica que repercutió en no disponer de medios económicos ni derecho de retención de jugadores en la época del «amateurismo marrón», o profesionalismo encubierto.
Fue a partir de 1924, cuando el Balompié, gracias a la vuelta a la directiva del club de varios de sus primeros fundadores, mejoró en sus resultados y, tras múltiples subcampeonatos, venció por primera vez la Copa de Andalucía en la edición de 1928. La recuperación social era un hecho en lo que fueron los preludios a la constitución en España de una primera competición profesional, la Liga Española de Foot-Ball. Sin embargo, las discrepancias entre los clubes en cuanto a formato y participantes no se resolvió hasta un año después, cuando nació el Campeonato Nacional de Liga con la Primera y la Segunda División, categoría ésta en la que tomó parte el Real Betis Balompié, uno de los clubes consolidados deportiva, social e institucionalmente en el país.
El debut de los balompédicos, que desde entonces empezaron a ser conocidos como béticos en la terminología popular, se produjo el 10 de febrero al enfrentarse en el grupo "A" al Real Club Celta de Vigo que se saldó con victoria bética por 3-1. Se desconoce el autor del primer tanto del club en la competición, mientras que tuvo unas irregulares actuaciones que lo mantuvieron alejado de los puestos de ascenso. Se llegó así al 7 de abril, fecha en la que se enfrentó al Sevilla F. C. en el que fue el primer derbi sevillano a nivel profesional. La victoria sevillista por 3-0 permitió a los rivales béticos situarse como líderes de una liga antes de que los béticos devolvieran la derrota a sus rivales con un 2-1 en la penúltima jornada y que hizo que casi perdieran el campeonato que terminaron venciendo los sevillistas, pero que, sin embargo, no les valió para acceder a la máxima categoría. Dichos encuentros acrecentaron la rivalidad entre ambos clubes que repercutía ya a nivel nacional.

### La edad de oro

Gráfico del desempeño del Real Betis en la liga 1929-2023

El club escribió en el siguiente lustro algunos de los episodios más brillantes de su historia. En menos de diez meses el conjunto bético se convirtió en el primero del sur que llegó a la final de la Copa de España en la edición de 1931. Tras eliminar al Donostia Foot-Ball Club en primera instancia y al Foot-Ball Club Badalona en octavos de final se enfrentó al Madrid Foot-Ball Club. Una victoria por 3-0 en la ida hizo insuficiente la victoria madrileña por 1-0 en el partido de vuelta, viendo como los béticos alcanzaban las semifinales por primera vez. Tras una dura eliminatoria frente al Arenas Club de Guecho en la que fue necesario jugar un partido de desempate, llegaron a la final. Ésta disputada en Madrid el 21 de junio vio como el Athletic Club venció por 3-1 impidiendo a los béticos lograr su primer título nacional oficial.
Pese a ello, el club se postuló como uno de los grandes equipos a tener en cuenta en adelante, ya que no en vano eliminó a tres de los siete campeones que hasta entonces tenía la competición y estuvo cerca de convertirse en el primer club no perteneciente a las federaciones centro, norte o catalana en vencer y asentarse como mejor equipo andaluz en la época.
El hecho fue el preludio de la brillante conmemoración de su 25.º aniversario cuando el 3 de abril de 1932 se proclamó campeón de la Segunda División. El Betis Balompié —que perdió su apelativo "Real" durante la Segunda República— fue el primer club andaluz en ascender a la Primera División.
El club tomó como fecha para dicho evento la data fundacional de 1907, al ser cuando la directiva situó sus orígenes, acompañando desde entonces esa fecha a todo acto oficial.
La nueva década dinamizó al club, formando un plantel destacado. Inició en 1932 una política de fichajes de jugadores experimentados. Contrató a Simón Lecue en 1932 procedente del Club Deportivo Alavés y en 1933 a Victorio Unamuno y a Ángel Martín Saro, procedentes del Athletic Club y del Arenas Club de Guecho respectivamente. También supo captar a jóvenes promesas del fútbol vasco, como al portero Joaquín Urquiaga y al defensa Serafín Aedo ambos procedentes del Baracaldo Foot-Ball Club. Al mismo tiempo, el equipo filial ganó el Campeonato de Andalucía en 1934, incorporando a dos de los futbolistas que serían campeones de liga, José Caballero y José Valera.

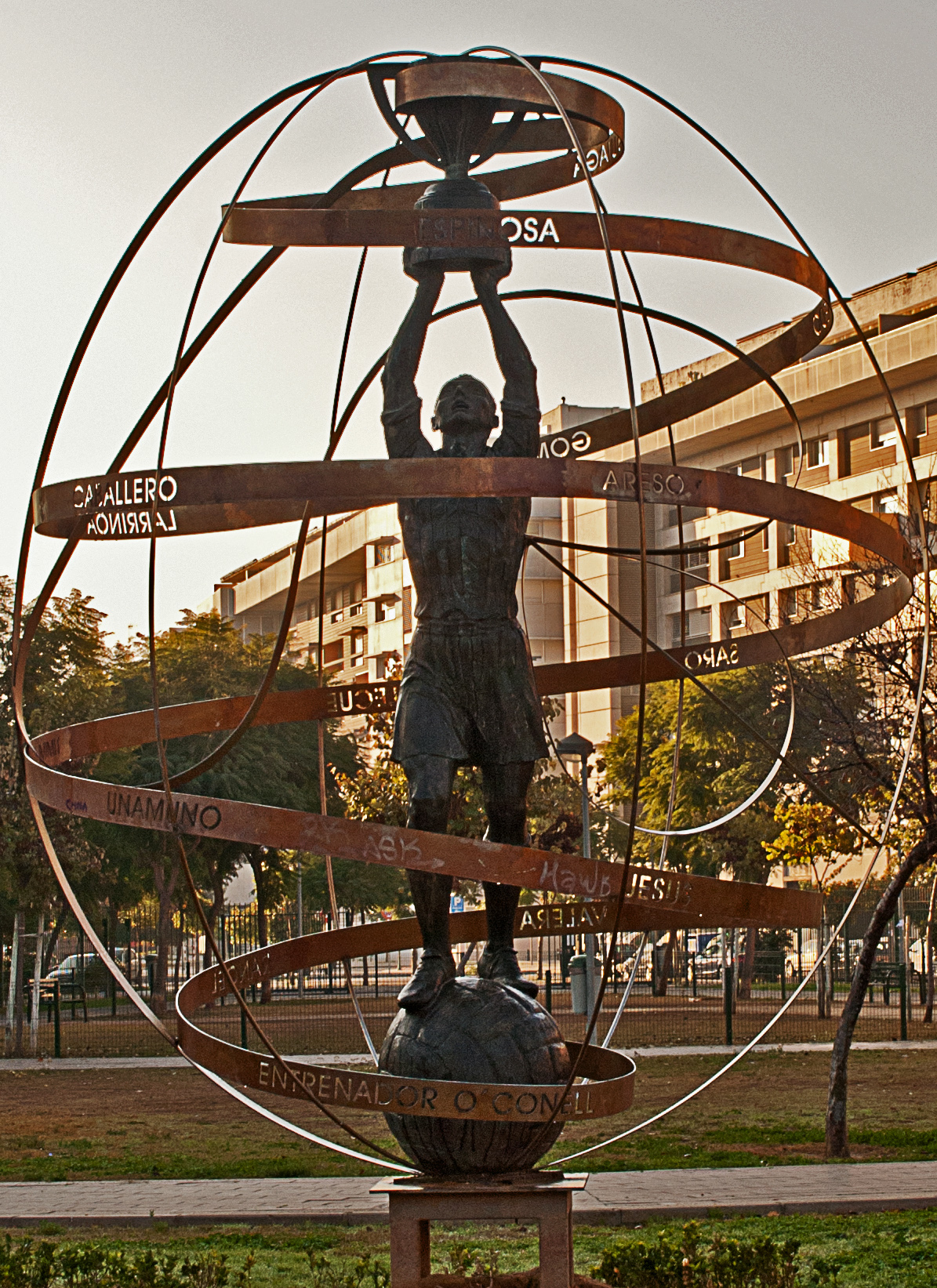
Monumento a los campeones de liga de Primera División la temporada 1934-35.

En la temporada 1934-35, y bajo la dirección de Patrick O'Connell el club consiguió el que es hasta la fecha el mayor logro de su historia al proclamarse campeón de la Primera División. Su plantilla la formaban Urquiaga, Areso, Aedo, Peral, Gómez, Larrinoa, Adolfo, Lecue, Unamuno, Timimi, Saro, Caballero, Rancel, Valera y Espinosa, seis vascos, tres canarios, tres sevillanos y un almeriense. El título se consiguió el 28 de abril al ganar en Cantabria por 0-5 al Racing Club de Santander. Al ser un domingo de Feria la fiesta se trasladó al recinto ferial, donde la noticia se dio a conocer en las pizarras de las casetas.
Un año más tarde, el Betis pasó por algunas dificultades. En primer término, por una mala situación económica que le obligó a vender a tres de sus jugadores, en parte también por un relevo natural por el que se dio la carta de libertad a cuatro de ellos pero, sobre todo, por la llegada de la Guerra Civil, que dejó al club sin efectivos, por quedar bloqueados en el norte o ser movilizados al frente. Sólo Peral y Saro quedaron en esos años como exponentes de quienes quince meses antes habían levantado la copa del campeonato liguero. El club sevillano sufrió como muchos otros y por circunstancias extradeportivas vio cómo se truncaba su crecimiento, llegando a ser uno de los más afectados.
Las consecuencias del conflicto fueron demoledoras para el club, que además cometió el error de volver a la competición en activo en la temporada 1939-40, cuando podría haber solicitado una moratoria que se aplicó a otros clubes cuyos estadios se usaron para "necesidades de la guerra". Como consecuencia, el 28 de abril de 1940, el día en que cumplía cinco años de su título de liga, el equipo verdiblanco bajó a Segunda División truncando trágicamente su gran etapa.
Tras gran trabajo regresó apenas dos años más tarde a la máxima categoría, aunque el periplo fue breve, ya que descendió nuevamente en 1943 no pudiendo retornar a la élite española hasta quince años después. Culminando la cuesta abajo que sufría la entidad, llegó lo más temido y que poco se auguraba al ser uno de los clubes históricos: precisamente en el escenario que había visto al Real Betis coronarse como campeón absoluto español, Santander, vio como el 13 de abril de 1947 los verdiblancos perdían por 4-1 ante el conjunto santanderino y descendió a la Tercera División, entonces la tercera categoría en el sistema de ligas del país. Se puso fin así a dieciséis años ininterrumpidos en el fútbol profesional, en el que se lograron un campeonato de liga de Primera División, dos de Segunda División, y un subcampeonato del Campeonato de España de Copa.

### Los años negros: El «manquepierda» (1943-1955)
En 1943, el equipo cayó a segunda división. La situación fue a peor y en 1947 bajó a tercera en medio de una grave crisis económica (tercera categoría en el sistema de ligas en aquel entonces). El descenso se materializó el 13 de marzo de 1947 en el mismo escenario en el que había logrado el título de liga en 1935, en Santander, con una derrota por 4-1 ante el Racing.
El Betis jugó durante siete años en tercera división. En esos años el club y su afición encontraron una seña de identidad que les ha acompañado, en la expresión “¡Viva er Beti manque pierda!”,  que el periodista y dibujante Martínez de León recogió, en boca de su personaje Oselito en 1958.
El poeta y periodista Joaquín Romero Murube describe aquellos años del siguiente modo:

“El Betis llegó a formar una inderrocable moral a prueba de derrotas... pero en vez de adoptar esa inexplicable renunciación que hemos aplicado, para nuestra desgracia, a tantas adversidades —la de subirnos los hombros en vez de subirnos de corazón—, el Betis, tras la hecatombe, arremetía todas las tardes con más entusiasmo hacia la conquista de su gloria”.
Joaquín Romero. 1958. Sevilla.

### Benito Villamarín, presidente (1955-1965)
En 1955, fue elegido presidente Benito Villamarín un próspero empresario orensano asentado en Sevilla. Recogió al equipo en la segunda división tras haber permanecido siete años en tercera. Tras un intento fallido de ascenso en su primera temporada, alcanzó la máxima categoría en 1958 con Antonio Barrios en el banquillo después de quince años de penurias económicas y deportivas. Villamarín impuso orden en la institución y generó nuevas ilusiones a la afición bética. Vivió el despegue del canterano Luis del Sol, uno de los jugadores más importantes en la historia del club, realizó importantes actuaciones como la compra del Estadio Heliópolis en el año 1961, aunque también tuvo que tomar algunas decisiones impopulares como el traspaso del Sol. El equipo se asentó bien en la primera división y terminó tercero en el campeonato en 1964.

### La Copa del Rey y los años 1980 (1977-1992)
El 25 de junio de 1977 el Betis conquistó la Copa del Rey en el Estadio Vicente Calderón frente al Athletic Club. El equipo dirigido por Rafael Iriondo y compuesto por Esnaola, Bizcocho, Biosca, Sabaté, Cobo, López, Alabanda, Cardeñosa, García Soriano, Megido, Benítez, Eulate y Del Pozo, escribieron un capítulo muy recordado de la historia bética, tras una larga tanda de 21 penaltis. En la siguiente temporada, el equipo llegó a cuartos de final de la Recopa de Europa tras dejar en el camino al AC Milan y de manera inesperada descendió a Segunda División.
De vuelta a Primera en 1979, retornaron los buenos tiempos deportivos y el “Eurobetis”: la clasificación para la Copa UEFA en 1982 y 1984, la conmemoración de las Bodas de Platino en 1982 y el subcampeonato de la Copa de la Liga en 1986 marcaron una época feliz para los aficionados béticos, a la que se sumaron otros hechos vividos en su estadio como sede del Mundial y, sobre todo, como escenario del famoso España - Malta.

### 1992: Conversión en Sociedad Anónima Deportiva. Era de Manuel Ruiz de Lopera

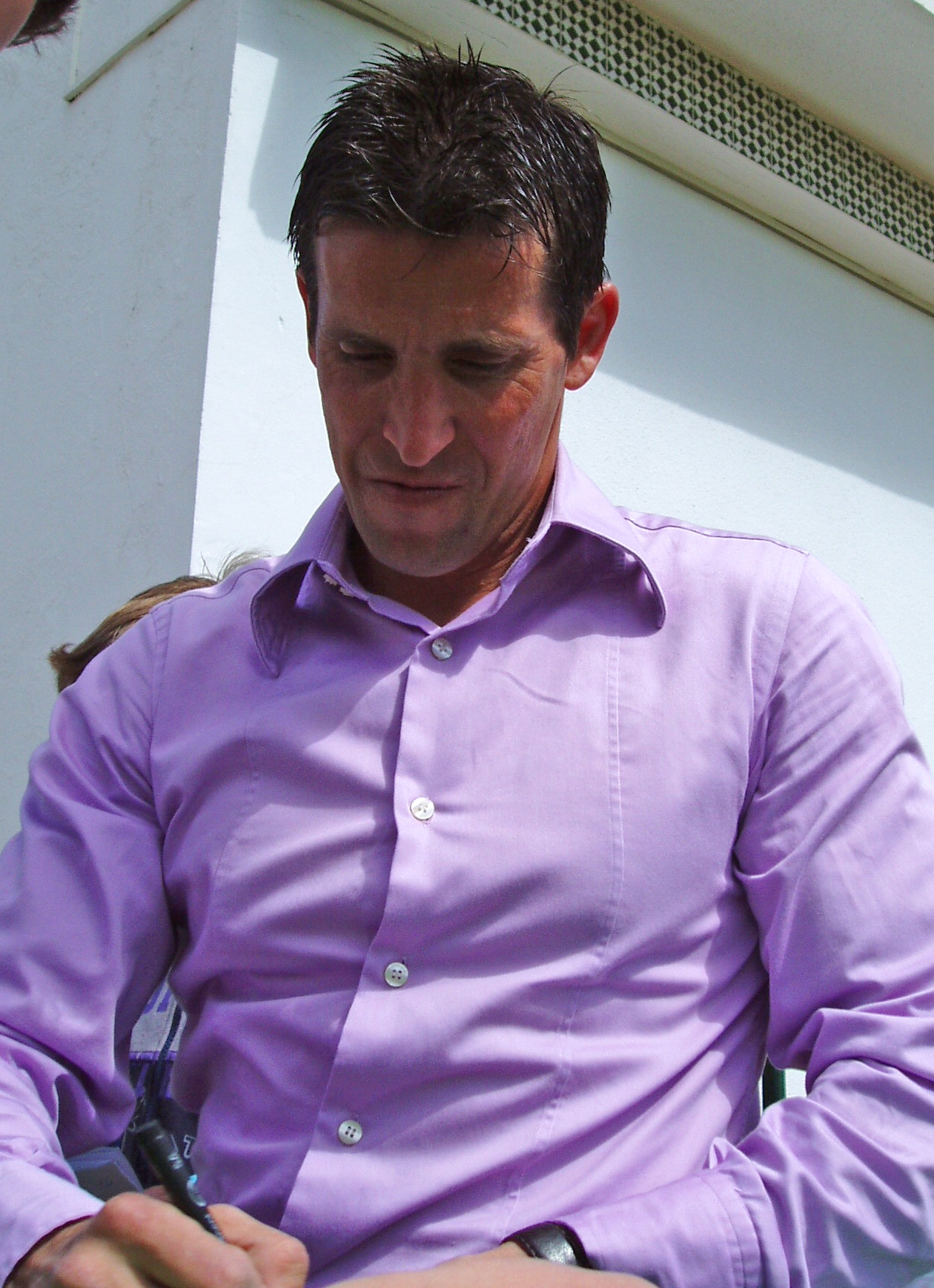
Juan Merino (jugador del club entre 1990–2002).

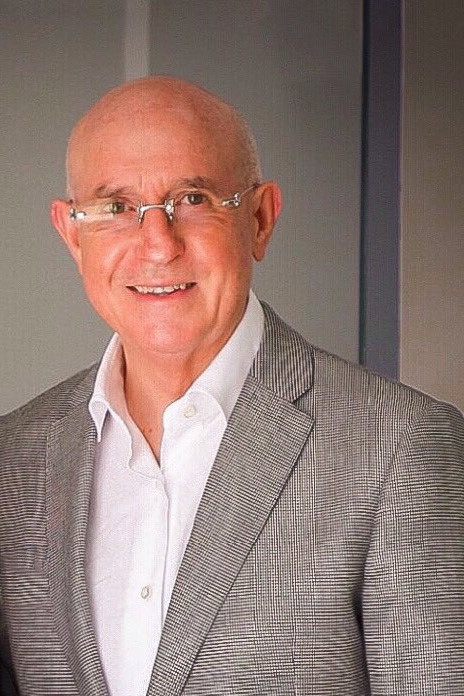
Lorenzo Serra Ferrer, entrenador del club entre 1994-1997 y 2004-2006. Logró una Copa del Rey en 2005.

La ley del Deporte (Ley 10/1990, de 15 de octubre) estableció la obligación de conversión de los clubes de fútbol en sociedades anónimas. El decreto que reguló el proceso fijó el 30 de junio de 1992 como fecha límite para esa transformación. El capital social establecido para el Betis por el plan de saneamiento del fútbol español fue de 1.175 millones de pesetas (7,06 millones de euros). Los aficionados aportaron en pequeñas cantidades un total de 400 millones de pesetas a los que se sumaron  otros 100 aportados en paquetes superiores al 1 % del capital social exigido. El entonces vicepresidente económico, Manuel Ruiz de Lopera se hizo en el último momento con el resto del capital y se convirtió en el socio mayoritario del club.
Después de casi tres años en segunda, en marzo de 1994, en la jornada 27, arribó al club Lorenzo Serra Ferrer, uno de los preparadores de mayor éxito en el club verdiblanco. Logró el ascenso en esa temporada de su llegada. Al año siguiente, el Betis fue el equipo revelación en primera, finalizó en tercera posición y fue el menos goleado de la categoría, lo que supuso la segunda mejor clasificación histórica del club. En la temporada 1996-97 repitió entre los cuatro primeros y llegó a la final de la Copa del Rey, en la que cayó ante el FC Barcelona en la prórroga. Pocos días antes de la final, se filtró un acuerdo entre Serra, al que restaba aún un año de contrato con el Betis, y el F.C. Barcelona para dirigir el fútbol base de este.
Esos años destacaron jugadores como Alfonso, Finidi George, Cuéllar o Roberto Ríos, que en 1997 fue traspasado al Athletic Club por 2000 millones de pesetas (12 millones de €), una cifra récord para la época.

### Éxitos deportivos: la Copa del Rey 2004-05 y clasificación a copas europeas

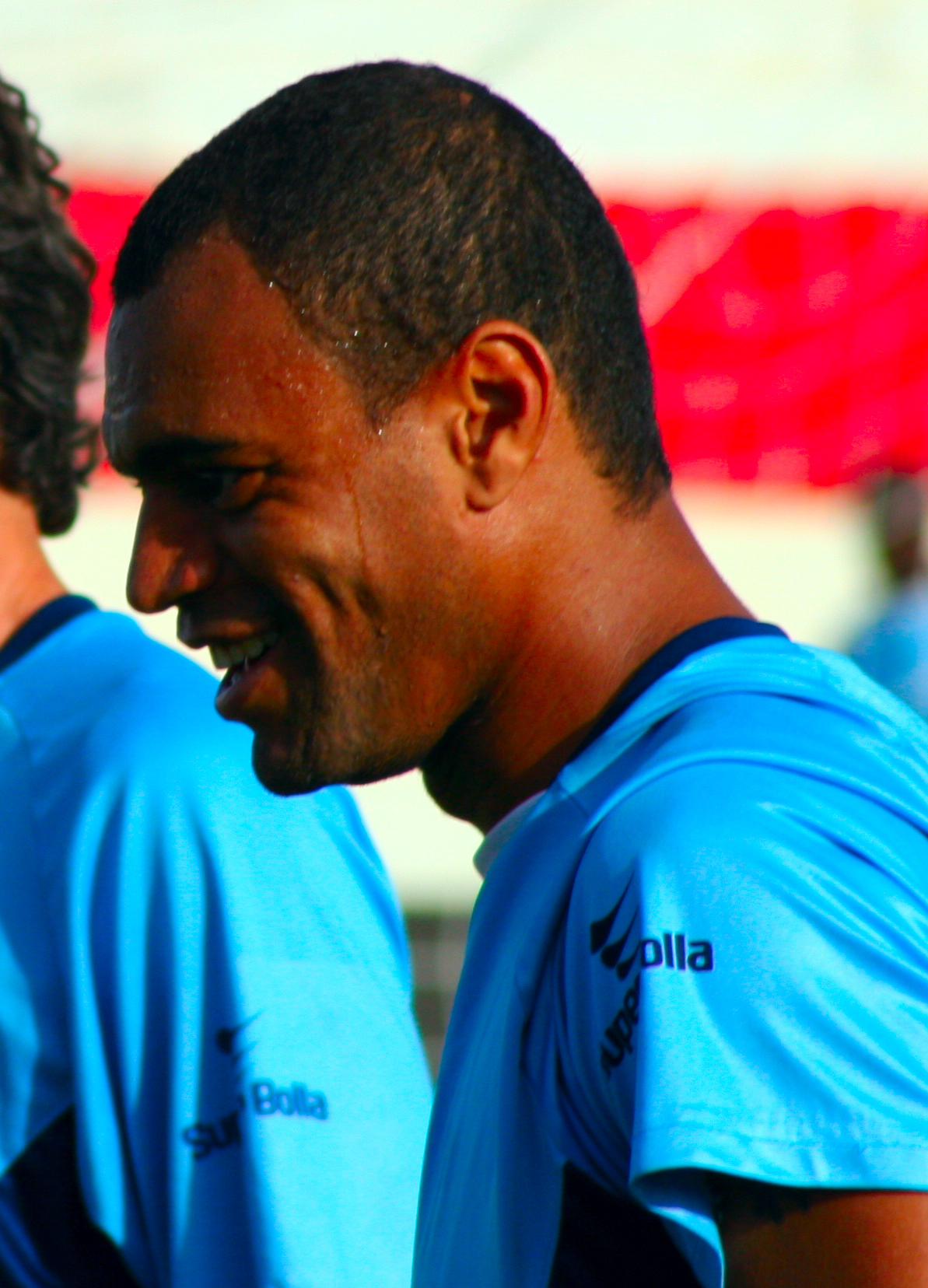
Denílson fue el fchaje más caro de la historia en su momento.

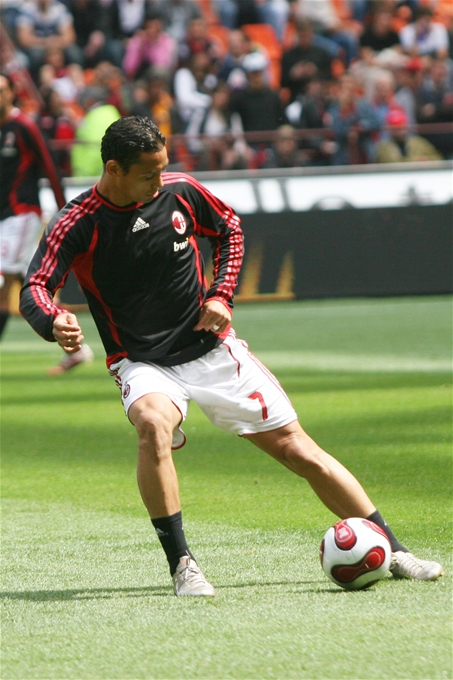
Ricardo Oliveira, jugador del Betis entre 2004-2006 y 2008-09. Formó parte del once que logró la Copa del Rey 2004-05.

El Betis tuvo una digna participación en la Recopa de Europa, pero pasó por un periodo de inestabilidad que le llevó a descender a segunda división en el 2000; una vez de regreso en la siguiente temporada, irrumpe con fuerza en la División de Oro, clasificándose para la Copa UEFA y rozando el 4.º puesto. Pero, sin duda, 2005 fue uno de los años más brillantes del Betis, el club finalizó en una muy notable cuarta posición, clasificándose para jugar la previa de Liga de Campeones, y ganó la Copa del Rey de fútbol 2004-05 en el Vicente Calderón.
En agosto de ese mismo año, se convirtió en el primer equipo andaluz que se clasificó para disputar la Copa de Europa bajo el formato de Liga de Campeones al superar en la eliminatoria previa al AS Mónaco —subcampeón de la edición de 2003-04—, que contaba con jugadores de la talla de Roma, Maicon, Evra, Adebayor y Chevantón. Disputó la fase de grupos de esta competición, encuadrado en el grupo del entonces campeón, el Liverpool FC, y el campeón de la Liga Inglesa, el Chelsea FC.
Una vez más, tónica constante de la existencia verdiblanca, a un año de euforia le sucede otro de desasosiego, en la temporada 2005-06, el equipo rozó el descenso y se vivió una división absoluta entre presidente y entrenador y una crisis institucional desconocida desde finales de los 80. En la campaña 2006-07 el Real Betis hizo una pobre temporada, salvándose del descenso en la última jornada tras ganar por 0-2 al Racing de Santander en El Sardinero, con dos goles de Edu. El entrenador en esta temporada empezó siendo Javier Irureta, pero tras muchos malos resultados, fue cesado y asumió el cargo Luis Fernández, que también fue cesado en la última jornada de liga, sustituyéndolo Paco Chaparro, entonces entrenador del Real Betis Balompié "B".

### 2009: Descenso a Segunda División
Tras el empate en casa 1-1 contra el Real Valladolid, el 31 de mayo de 2009, en la última jornada de la temporada 2008-09, el equipo, tras ocho años consecutivos en Primera División, descendió, ante su público, por undécima vez a Segunda División. Al finalizar este partido se produjo una sentada de la afición frente a la puerta de cristales. Algunos representantes de la afición bética se presentaron en las inmediaciones de la casa del máximo accionista verdiblanco Manuel Ruiz de Lopera para expresar su rechazo.
El día 15 de junio se celebró una manifestación multitudinaria por las calles de Sevilla, Madrid, Barcelona, Benidorm, Lepe, Montilla, Valdepeñas e incluso en Marbella ante las puertas de la segunda residencia de Lopera, contra la situación actual del equipo y pidiendo la marcha del máximo accionista. Más de 60 000 béticos en Sevilla, y decenas en otros puntos de España, se reunieron bajo el lema "Por tu dignidad y tu futuro, Yo voy Betis". En lo que se ha convertido en la segunda mayor manifestación de la historia del club en 102 años, tras el recibimiento de los campeones de 1935. Tras el éxito de la manifestación, se crea la Fundación Heliópolis, cuya principal meta es aglutinar a todos los béticos que deseen el cambio institucional en el club.

### Liga Adelante
Para la nueva etapa en Segunda División, Lopera ficha como técnico a Antonio Tapia, que había entrenado al Málaga CF. Tapia empieza su travesía bien ya que en la primera jornada golea en casa 3-0 al Córdoba CF, y logra 12 de los primeros 15 puntos posibles, pero una racha de 4 partidos consecutivos sin ganar (3 empates y una derrota) hace que el club salga de los puestos de ascenso. Posteriormente, una serie de resultados adversos (sobre todo de empates y derrotas) provocan que el Betis solo logre 30 puntos en la primera vuelta. Ante esta situación, Lopera destituye a Tapia. Para reemplazarlo, se contrata a un conocido de la afición, Víctor Fernández, quien comienza encadenando una serie de 8 partidos sin perder. Sin embargo, no se logra el ascenso.

### Salida de Lopera e intervención judicial
En 2010, Manuel Ruiz de Lopera abandonó la dirección del Real Betis, después de que se iniciara un proceso judicial por delito societario contra él en su gestión al frente del Betis. El 7 de julio de 2010, vendió las acciones que poseía del Real Betis, a través de la sociedad Farusa, a la entidad Bitton Sport, representada por Luis Oliver por un importe de 16 millones de euros. El Consejo Superior de Deportes posteriormente no emitió una resolución que suspendió cautelarmente el procedimiento administrativo de autorización previa para la adquisición de las acciones de Farusa. La Juez Alaya suspendió cautelarmente la adquisición y la Audiencia levantó esa prohibición el 10 de julio de 2015.
Pocos días después, el 16 de julio de 2010, en el curso de este proceso judicial, el juzgado número 6 de Sevilla decretó la suspensión de la venta del paquete de acciones a Bitton Sport, suspendió el ejercicio de los derechos políticos del 51 % de las acciones que poseía Farusa y se le impuso una fianza a Lopera de 25 millones de euros. Igualmente, en agosto de ese mismo año, el mismo juzgado designó a Rafael Gordillo como administrador de las acciones que poseía Farusa del Real Betis y en 13 de diciembre de 2010, también es elegido, por el administrador judicial utilizando las acciones embargadas cautelarmente y en contra de la voluntad de los propietarios de las acciones, presidente del club. Desde el día 14 de diciembre de 2010, el Real Betis ha sido gobernado en gran medida por los administradores nombrados judicialmente y por las personas por ellos designadas.
En enero de 2011 el club entró en concurso de acreedores debido a la deuda que acumulaba la entidad, que oscilaba entre los sesenta y ochenta millones de euros.

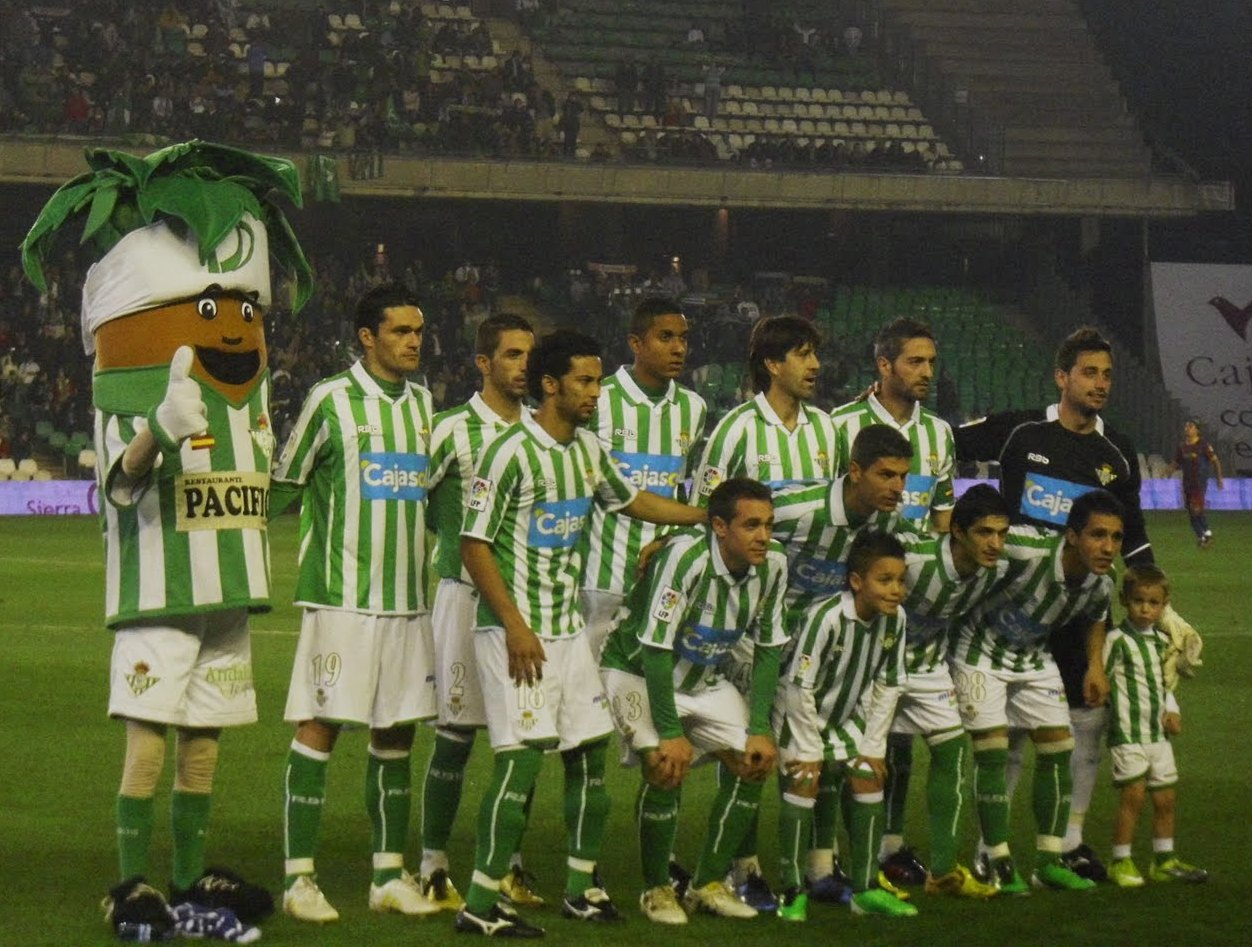
Alineación del Real Betis que derrotó por 3-1 al FC Barcelona en 1/4 de la Copa del Rey, de la temporada 2010-11.

Para la temporada en Segunda, se contrató como entrenador a Pepe Mel. Con el tridente Achille Emana, Jorge Molina y Rubén Castro, el Betis consiguió entre los tres 98 goles esa temporada. Sin embargo, y pese al título de liga, se caracterizó por ser un tanto irregular: desde ganar hasta 6 o 7 partidos consecutivamente, incluyendo un 5-0 contra el FC Cartagena, hasta encadenar cinco derrotas consecutivas. En la Copa del Rey de fútbol 2010-11, llegó a cuartos de final, perdiendo con gran igualdad frente al FC Barcelona. El equipo logró el ascenso matemático en la jornada del 15 de mayo de 2011, en la que perdió en Tarragona frente al Nàstic de Tarragona por 3-1, merced a la derrota del Granada CF frente al AD Alcorcón (2-0).

### Regreso a Primera División (2011-14)
Tras el ascenso a la primera división, el equipo, entrenado por Pepe Mel, se asentó en primera división y en junio de 2012 terminó en el puesto decimotercero. En la siguiente campaña mejoró su clasificación hasta el séptimo lugar con un buen final de temporada y se clasificó para competición europea, después de siete años.

### Tercer descenso en catorce años
Tras una buena pretemporada, en el sorteo del 9 de agosto de la liga europea, el Real Betis es emparejado con el Fotbalový klub Baumit Jablonec, de la liga checa.

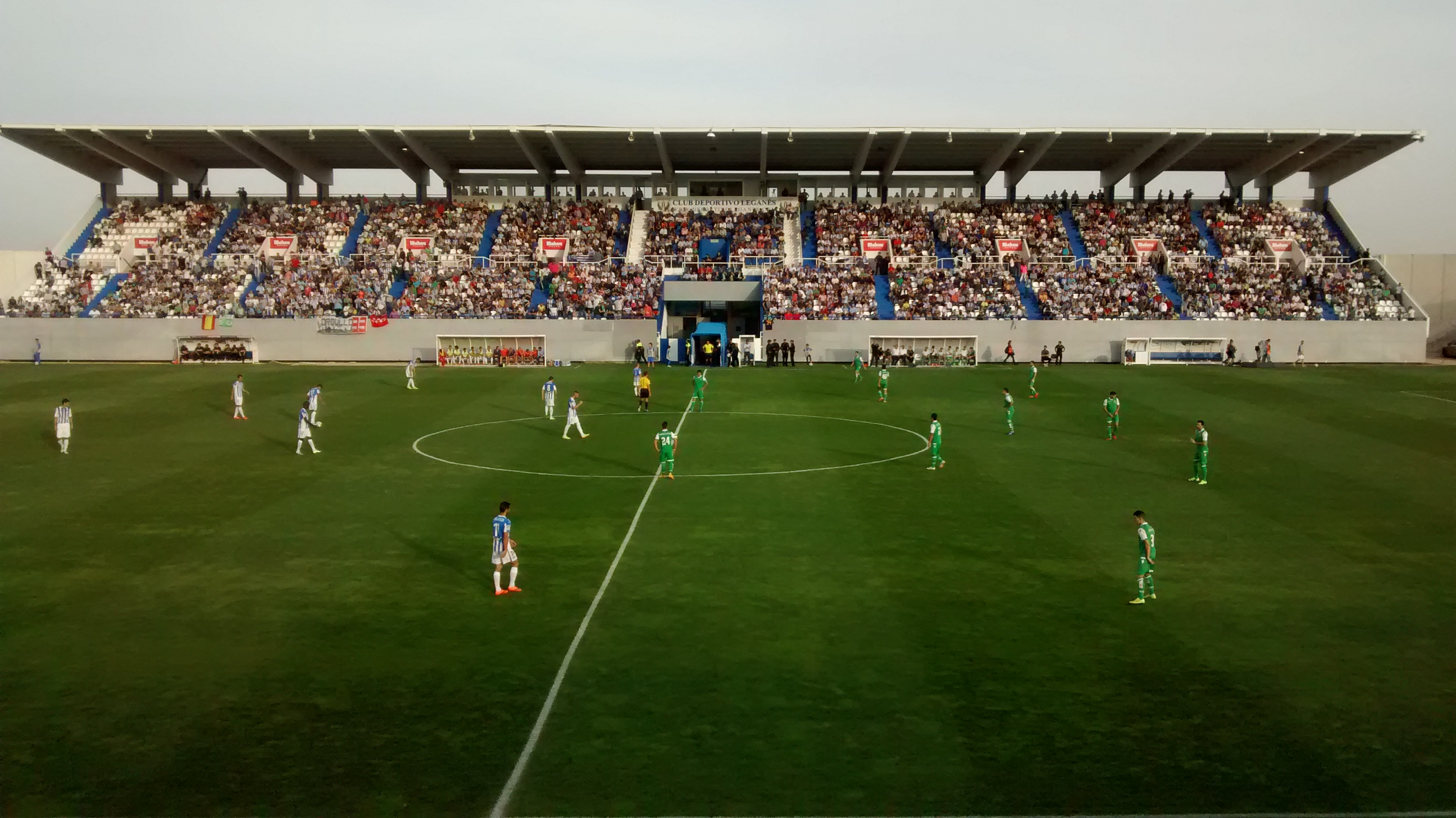
Partido ante el C. D. Leganés en el Estadio Municipal de Butarque (1-0).

Tras superar cómodamente la fase previa, el Real Betis fue encuadrado en el grupo I de la Europa League, junto a Olympique de Lyon, Vitória de Guimarães y Rijeka. Aunque el equipo consiguió superar la fase de grupos con una jornada de antelación, la mala marcha en Liga, donde se encontraba último con únicamente 10 puntos en la jornada 15, propició el 2 de diciembre del 2013 la destitución de Pepe Mel, entrenador que lo subió a la liga BBVA y que lo llevó a Europa. El nuevo entrenador, designado ese mismo día, fue Juan Carlos Garrido. El 19 de enero, tras sumar 1 punto de 15 disputados en liga y siendo eliminado de la copa por el Athletic Club, Juan Carlos Garrido fue destituido, su relevo fue Gabriel Calderón. Con Calderón se mejora un poco la mala racha, ganando dos partidos tras cinco meses sin hacerlo, aunque todavía lejos de la salvación. Pese a los malos resultados, en Europa el Betis elimina al Rubin Kazan en dieciseisavos. En octavos gana el primer derbi sevillano en competición europea al Sevilla FC en el Ramón Sánchez Pizjuán por un contundente 0-2 en el partido de ida. Sin embargo, en el partido de vuelta, el Sevilla FC iguala el resultado y vence finalmente en los penaltis, llevando fuera de la competición al conjunto verdiblanco.

### Periplo en la Segunda División y retorno a La Liga (2014-15)

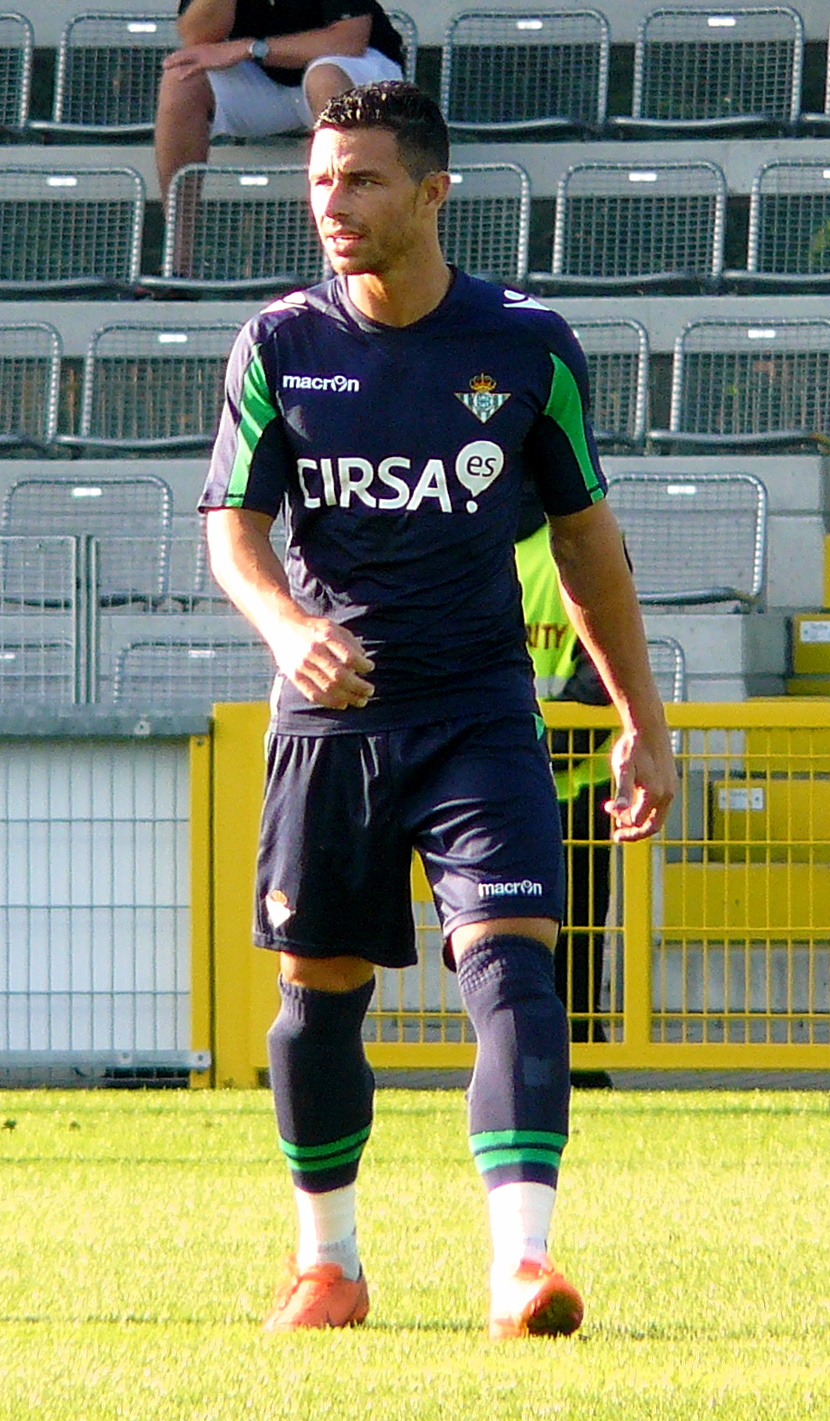
Rubén Castro, máximo goleador en la historia del club.

Se contrató al técnico Julio Velázquez, procedente del Murcia. El comienzo liguero fue irregular. Sin embargo, con el tiempo las cosas empezaron a torcerse cada vez más, siendo la derrota frente al Alavés, el 23 de noviembre, un momento que marcaría un antes y un después en el devenir de la temporada. Un par de días después, Julio Velázquez era destituido y dimitía el cuerpo directivo, dejando al equipo en sexta posición a 8 puntos del ascenso directo. Fue nombrado presidente del club Juan Carlos Ollero y se escoge como entrenador de forma transitoria a Juan Merino. Solo ocupó este cargo cuatro partidos en los que el equipo alcanzó la 3ª posición. Posteriormente Pepe Mel, fue nombrado entrenador. El equipo continuó su racha positiva y consigue asentarse en las posiciones de ascenso directo. En la jornada 35, a falta de 7 jornadas para la finalización del campeonato, el equipo se encuentra líder de la categoría. El 24 de mayo de 2015, se consigue el ascenso a Primera División tras imponerse 3-0 a la Agrupación Deportiva Alcorcón y proclamándose campeón de Segunda División, con 84 puntos, devuelta inmediatamente a la Primera División de España como campeones con dos partidos por disputar.

### Reparto accionarial y expansión polideportiva
La temporada 2015/16 comenzó con la convocatoria de una junta de accionistas con el único punto del día de la renovación del consejo. El 23 de septiembre con la acreditación para la junta del 53'71 % de las acciones sobre un 68'66 % posible (ya que el 31'34 % de los títulos tenían sus derechos políticos suspendidos debido al litigio en los tribunales), la candidatura Ahora Betis ahora encabezada por los consejeros Ángel Haro y José Miguel López Catalán recibió el apoyo del 27'4 % del accionariado presente frente a la candidatura Mucho más que un sentimiento del abogado Manuel Castaño. De esta forma, el club pasaba de nuevo a ser gobernado por sus accionistas sin la presencia de administrador judicial. 
En la junta general de accionistas celebrada el 17 de diciembre se ratificó al consejo de administración votado en la Junta extraordinaria y se aprobaron las cuentas de la temporada 2014/15.
El 31 de agosto de 2015, poco antes de que se cerrara el mercado de fichajes, se anunció el retorno de Joaquín al Real Betis Balompié, con el que batiría múltiples marcas históricas de presencia en el club. En lo deportivo, la temporada transcurrió con relativa tranquilidad consiguiéndose la salvación en la jornada 34 tras la victoria por 1-0 ante la Unión Deportiva Las Palmas y con una 10ª posición en la tabla clasificatoria.  
En junio de 2016 aprovechando el final de la temporada, se demolió la grada del gol sur que databa de 1972 y se iniciaron las obras de la nueva para continuar así con el proyecto del arquitecto Antonio González Cordón que había quedado detenido en 1999. Durante esa campaña los abonados fueron reubicados en otras zonas del campo y un año después, en verano de 2017 se inauguró el nuevo gol sur, que aumentó la capacidad del estadio en 9 700 espectadores.
En la temporada 2016/17, el club incorporó una sección femenina de fútbol que disputó el campeonato de primera división, una sección de fútbol sala con el nombre de Real Betis FutSal y otra de baloncesto.

### Ampliación de capital y regreso a Europa (2017-2019)
La temporada 2017-18 comenzaba con la llegada como técnico de Quique Setién y sus colaboradores procedente de la U. D. Las Palmas.
El 23 de noviembre, se celebró la Junta General de Accionistas en la cual se hizo realidad uno de los puntos primordiales del programa de la candidatura de Ángel Haro, Ahora Betis Ahora, aprobándose una ampliación de capital en 36 869 nuevas acciones (para restituir el capital social cuyos derechos se encontraban suspendidos por el Juzgado de lo Mercantil de Sevilla) para su posterior venta entre accionistas y abonados a un precio de 120 €, y la adquisición de 23 056 acciones a Manuel Ruiz de Lopera y Luis Oliver Albesa para la venta a accionistas en paquetes de 210 títulos a un precio de 476,69 € cada una.
Tras varias temporadas en de mitad de tabla, consiguió la clasificación de manera directa a la UEFA Europa League quedando 6º en la clasificación. La participación en la Copa del Rey no fue buena, volviendo a ser eliminados en dieciseisavos de Final frente al Cádiz CF de Segunda División. Para la memoria quedó los resultados obtenidos ante el Sevilla FC (3-5 en el estadio nervionense y 2-2 en casa) tras 4 años sin conocer la victoria en estos duelos.
La segunda temporada de Quique Setién en el banquillo (2018/19) empezó con el sorteo de UEFA Europa League celebrado el 31 de agosto, en el que el club quedó encuadrado en el grupo F junto al AC Milan, Olympiacos FC y F91 Dudelange. En esta fase, el Betis terminó como primer clasificado al conseguir 3 victorias y 3 empates. Fue eliminado posteriormente de la competición por el Stade Rennais FC en 1/16 de final. En la Copa del Rey, cuya final se disputó en el estadio Benito Villamarín, cayó eliminado en la semifinal frente al Valencia C.F.

### Actualidad: la era Pellegrini y el reencuentro con la Copa (2019- )

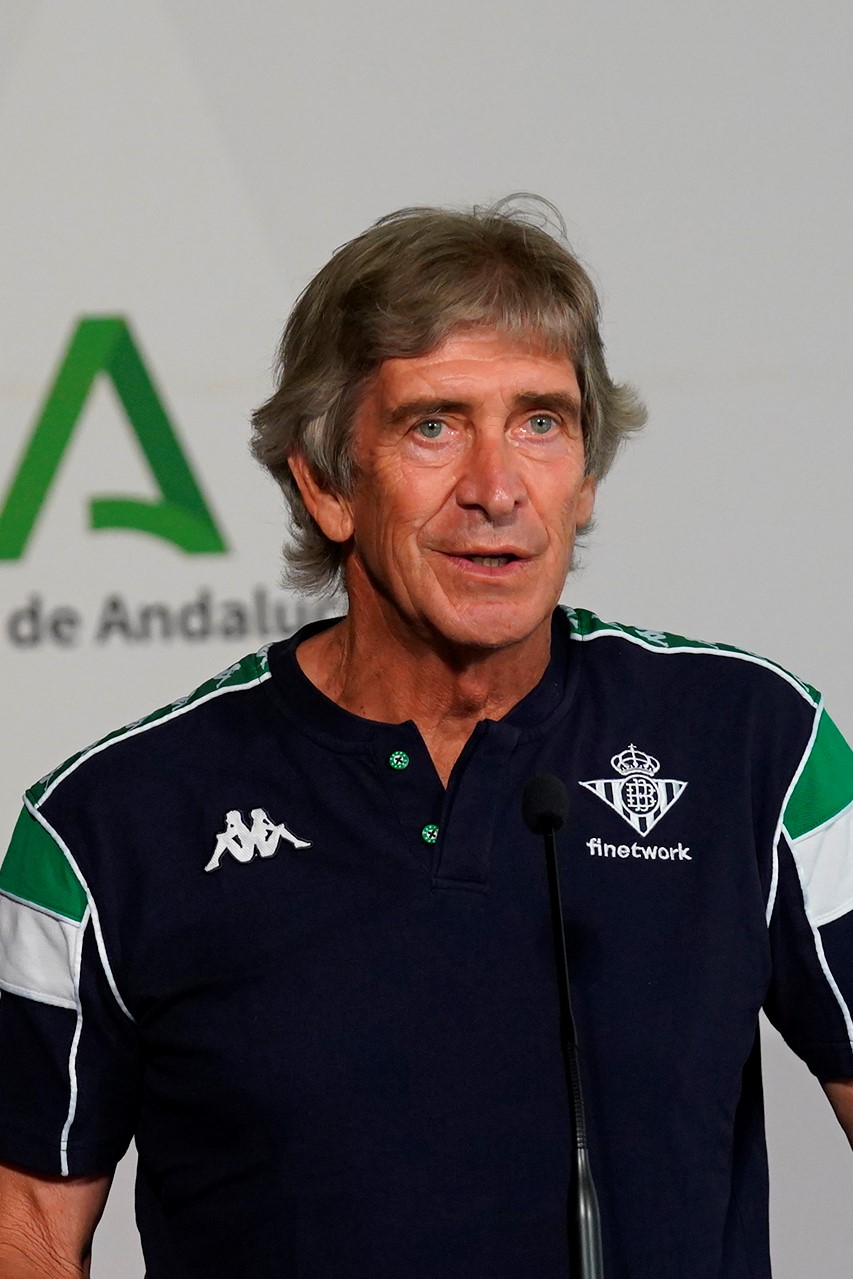
Manuel Pellegrini.

En la temporada 2019-20, tras la destitución de Quique Setién, el club ficha al técnico Joan Francesc Ferrer "Rubi", procedente del R. C. D. Espanyol, y cierra con los fichajes de Borja Iglesias y Nabil Fekir. El club se convierte este año en el primer equipo en la historia de la Liga en no haber recibido ningún gol en tres visitas consecutivas al Estadio Santiago Bernabéu. Tras una modesta primera vuelta y después del parón en la competición debido a la pandemia de enfermedad por coronavirus de 2020, los resultados del Real Betis fueron decepcionantes y el objetivo de clasificar de nuevo para competiciones internacionales se vio truncado, lo que provocó la destitución de Rubi a falta de ocho jornadas para concluir la temporada, habiendo obtenido un solo punto de los nueve disputados tras la reanudación de la Liga. Alexis Trujillo volvió a coger el timón del equipo como entrenador interino tres años después y, durante su periplo por el banquillo, el club anunció el fichaje del entrenador chileno Manuel Pellegrini con contrato hasta 2023 y se designó como director deportivo a Antonio Cordón.
Los primeros años del entrenador chileno en el banquillo heliopolitano tran consigo las primeras tres clasificaciones consecutivas del Betis para la UEFA Europa League, así como la consecución del tercer título de Copa del Rey y la renovación del contrato de El Ingeniero dos años más, hasta 2025, así como la de jugadores de peso como Nabil Fekir, Borja Iglesias o Sergio Canales.
El 13 de marzo de 2025 consiguen vencer al Vitoria Guimaraes en Octavos de Conference League y alcanzar los Cuartos de Final en una competición Europea por primera vez desde 1998. El 28 de mayo del mismo año, disputaron por primera vez una final europea, resultando subcampeones de la UEFA Conference League al perder contra el Chelsea FC por 1-4.

## Símbolos del club

### Escudo

#### Escudo actual

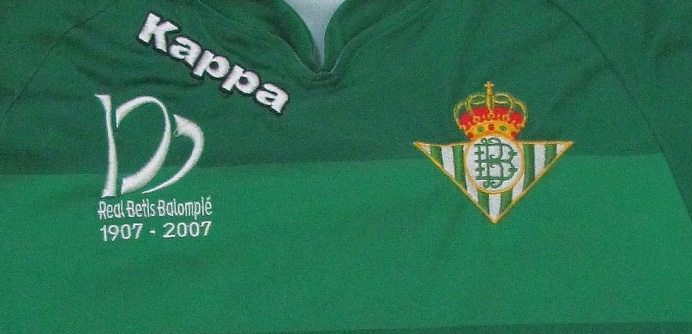
Detalle de la camiseta del centenario con el logotipo creado a efecto y el escudo del club.

El escudo actual está formado en primer término por un círculo con dos letras “b” entrelazadas y coronado, el círculo se encuentra inscrito en un triángulo con trece barras de color verde y blanco, diseñado en 1932, que se sitúa al fondo. Con el tiempo, ha ido evolucionando desde su versión inicial, y actualmente es habitual ver el círculo más pequeño y una corona más grande que las que presentaba originalmente el diseño de José María de la Concha.
La Corona Real del escudo es básicamente la descrita en el artículo 1.º de la Ley 33/81 de 5 de octubre, que describe la misma como una "Corona Real cerrada, que es un círculo de oro, engastado de piedras preciosas, compuesta de ocho florones de hojas de acanto, visible cinco, interpoladas de perlas y de cuyas hojas salen sendas diademas sumadas de perlas, que convergen en el mundo de azur o azul, con el semimeridiano y el ecuador en oro, sumado de cruz de oro. La corona forrada de gules o rojo".

#### Evolución del escudo
El primitivo escudo del Sevilla Balompié —tomado como tal tras aparecer como un grabado en representación del club en las disputas de la Copa de Sevilla— estaba formado por un círculo con las letras "S" y "B" entrelazadas en caracteres clásicos e inscritas en un círculo. Dicha tipografía puede encontrarse en el diseño actual. En 1915, y tras fusionarse el año anterior con el Real Betis F. C., se realizó una modificación a dicho emblema y es el que puede considerarse como primer escudo oficial propio de la entidad. Este constaba de la leyenda con la denominación del club inscrito en un círculo, mientras que la acepción de "Real" quedó reflejada al añadir una corona superpuesta. Poco tiempo después, como puede apreciarse en algunas fotografías de la época, se vuelve a cambiar el escudo en 1922 por un rombo cuadrado coronado, con dos letras "B" en referencia a las iniciales entrelazadas en su interior y de misma tipografía usada en 1909. Pocos años después se volvió a representar con un círculo en detrimento del rombo cuadrado.
En 1931, y con motivo de la instauración en España de la Segunda República, el escudo tuvo su primer cambio significativo. Debido a los motivos políticos el escudo que se usaba en aquellos días quedaba fuera de lugar, al prohibirse toda mención o alusión monárquica, por lo que perdió su corona. Sin embargo, se decidió mediante una asamblea el cambio total del mismo por uno más acorde a las nuevas circunstancias. Este nuevo escudo eliminaba la corona, convertía el círculo que contenía la tipografía en un triángulo estilizado cuartelado donde se representaban las iniciales "C" y "B" en referencia a "Betis Club" y aparecían por primera vez las rayas verdes y blancas identitarias del club. Fue en 1932 cuando se rediseña este nuevo escudo, siendo elegido entre otros muchos el realizado por Enrique Añino, miembro fundador de la directiva del Sevilla Balompié. Este pasó a ser nuevamente un rombo cuadrado para inscribir las iniciales y coronar el escudo mientras que el triángulo se achataba en su verticalidad, y pasando a ser el número de rayas a trece. Este número, relacionado con la masonería se escogió por ser un signo de transmutación y cambio, de muerte y nacimiento, de final y nueva reanudación, ideal para representar su fusión e historia. Los éxitos con este nuevo diseño terminaron por afianzarlo como la imagen principal del club, eso sí, evolucionando con el tiempo en pequeños detalles, pero sin perder su esencia.
En 1940 tras la guerra civil, el nuevo régimen instaurado en el país no puso ningún problema para que el club incorporara nuevamente la corona a su escudo, con lo que se añadió nuevamente la corona al último diseño. Este hecho provocó división de opiniones: unos utilizaban ese diseño (el escudo Añino coronado) mientras que otros preferían volver al utilizado antes de 1931 (el escudo redondo con las dos B entrelazadas y coronado). Esa diversidad de opiniones producida por el nuevo diseño terminó al iniciarse el año del cincuentenario, cuando el 8 de enero de 1957 la Junta Directiva de Villamarín aprobó el diseño presentado por José María Rodríguez Rodríguez, secretario técnico de la entidad, que se convertiría en el escudo oficial de hoy en día y que es la fusión del escudo surgido durante el reinado de Alfonso XIII y el escudo creado en la segunda república.
Escudos del Club
| Evolución del escudo | Evolución del escudo | Evolución del escudo | Evolución del escudo | Evolución del escudo | Evolución del escudo | Evolución del escudo | Evolución del escudo |
| -------------------- | -------------------- | -------------------- | -------------------- | -------------------- | -------------------- | -------------------- | -------------------- |
| 1909-1915            | 1915-1922            | 1922-1925            | 1925-1931            | 1931                 | 1931-1932            | 1932-1941            | 1941                 |
|                      |                      |                      |                      |                      |                      |                      |                      |

### Himnos
El Real Betis Balompié ha tenido varios himnos a lo largo de su historia:
- El Real Betis Balompié: el 6 de julio de 1925 con motivo de la mayoría de edad del club, el director de la Banda Soria 9 Manuel López Farfán junto al suboficial Andrés Egea compusieron este pasodoble. Se trata así del primer himno que tiene el equipo verdiblanco a la vez de ser una de las piezas musicales más antiguas dedicadas a un club de fútbol. Fue recuperada por la Banda Sinfónica Municipal de Sevilla y su director Francisco Javier Gutiérrez Juan con motivo del centenario de la entidad en 2007.[111]
- Himno del Betis: esta composición de los Cantores de Híspalis se estrenó en el año 1985 y estuvo vigente como himno oficial del Real Betis Balompié hasta bien entrada la década de los años noventa, cuando Lopera lo cambió por el llamado "Como Balas de Cañón".[112]
- Himno Oficial: este himno, llamado "Como Balas de Cañón" data del año 1982. La letra y la música fue escrita y compuesta por Pepe Alonso Fernández con motivo de las Bodas de Platino del club.[113] Más tarde, en los años 90, sería adoptado como himno oficial, al quedar obsoleto el Himno de los Cantores de Híspalis, que hacía referencia a la anterior nomenclatura del Estadio Manuel Ruiz de Lopera, hoy de nuevo llamado Benito Villamarín.
- Himno del Centenario: titulado "Al final de la Palmera”, fue compuesto a finales de 2006 por el cantante sevillano Rafael Serna con motivo de la celebración de los 100 años de la entidad, que iba a tener lugar en 2007.[114] Este himno llegó a ser número uno de la lista de Promusicae durante 4 semanas en 2006 y durante 8 semanas en 2007.

### Identidad corporativa
Los colores corporativos usados por el Real Betis Balompié son:
     Verde: Pantone 355C o 100-0-100-0 en CMYK
     Blanco
     Oro: Pantone 131C o 0-28-100-9 en CMYK
     Rojo: Pantone 201C o 0-100-63-29 en CMYK
La familia tipográfica corporativa elegida por el club es la Helvética Neue en sus siguientes estilos:
1. Helvética Neue 57 Condensed
2. Helvética Neue 87 Heavy Condensed
3. Helvética Neue 57 Condensed
4. Helvética Neue 47 Condensed

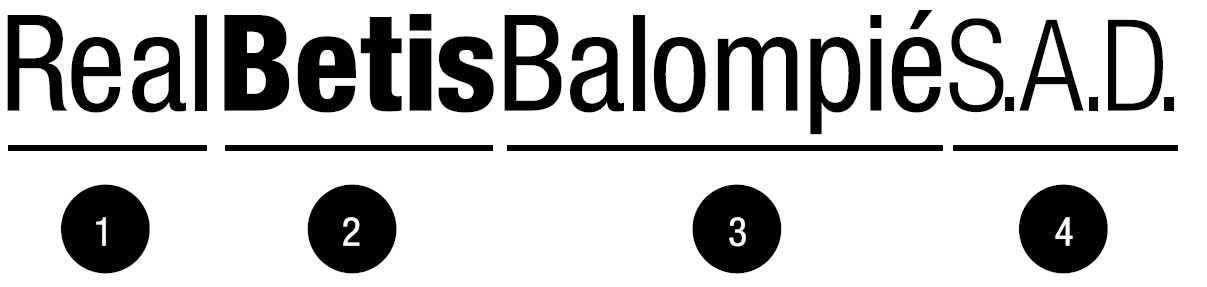
Tipografia del Real Betis

Con este uso, se pretende dar una mayor visualización a la palabra "Betis" (por la que comúnmente se conoce al club) y restarle valor al tipo de identidad jurídica que forma.

## Celebraciones

### Bodas de Plata (1932)
Se conmemoraron las Bodas de Plata el 6 de enero, con la disputada de un partido amistoso contra el Athletic Club de Bilbao, vigente Campeón de Liga y Copa, al que venció por 2-1. La prensa se hizo eco de la conmemoración y de los actos de agasajo al Athletic, que a su vez obsequió al club verdiblanco con una placa de plata con la inscripción: "Al Betis Balompié, en sus Bodas de Plata, 6 de enero de 1932".

### Bodas de Oro (1957)
El carné de la temporada 1956-57 hacía mención varias efemérides del club en su contraportada, y en los primeros meses de 1957 la Junta Directiva tomó acuerdos vinculados con el aniversario (aprobación del nuevo escudo, cartas a miembros de directivas pasadas, etc.). Los actos de celebración de las Bodas de Oro se pospusieron hasta el final del año, probablemente al no alcanzarse el ascenso en la temporada precedente. Las conmemoraciones se concentraron en diciembre e incluyeron una cena conmemorativa, misa ante la Virgen de los Reyes, concurso de prensa y radio, libro oficial de las Bodas de Oro a cargo de Martínez de León, partidos de balonmano, regatas en el Guadalquivir y un triangular contra Malmö FF y Borussia Dortmund del que solo se celebraría un partido, suspendiéndose por el temporal de final de año.

### Bodas de Platino (1982)
Los actos conmemorativos se iniciaron el 2 de septiembre de 1982, con el repique de las Campanas de la Catedral y una misa de acción de gracias oficiada por el recién nombrado obispo de Sevilla, Carlos Amigo Vallejo. Se descubrió en el Estadio una placa dedicada a la afición, se celebraron conferencias y un encuentro entre el Real Betis y el Club Universidad Nacional de México, con homenaje a las viejas glorias del equipo en el descanso. También se editó el libro oficial de las bodas de platino, se elaboraron diversos productos con su imagen y se dedicó el sorteo de la Lotería Nacional a la efeméride bética.

### Centenario (2007)
Para la celebración del centenario del club en el año 2007, se formó una Comisión responsable de la elaboración y puesta en marcha de los actos que eligió "Al final de la Palmera" como himno del Centenario, interpretado por Rafael González Serna. El tema supuso un éxito en la lista de ventas de discos en España y por el que su autor recibió un disco de oro. También se eligió como mascota a Palmerín, en referencia a la avenida donde se ubica el estadio.
El centenario del club arrancó el 1 de enero de 2007, con la izada de la bandera del centenario en el mástil de esquina de Preferencia del estadio, acto en el que Rafael Serna interpretó el Himno y el presidente José León pronunció un discurso de apertura con el título "Cumplimos 100 años".
Entre las actividades realizadas durante ese año cabe destacar que, en cada partido jugado como local, se realizaba un protocolo con los clubes visitantes, homenaje a los 100 primeros socios; también el 28 de abril se presentó un monumento a los Campeones de Liga de 1935 y el 12 de septiembre se levantó un Monumento a la afición.
El 9 de agosto de 2007 se celebró el partido del centenario invitando para la ocasión al AC Milan, campeón vigente de la Liga de Campeones de la UEFA. El equipo local se llevó la victoria por 1-0, gol de Mark González de penalti, cobrado sobre Rafael Sobis al inicio de la segunda parte, llevándose así el trofeo del centenario el Real Betis Balompié.

#### Logotipo
El logotipo fue elegido por la afición bética mediante votación entre los tres modelos que habían sido previamente seleccionados. Su diseño mantiene tiene un triple significado, representa media corona de la que preside el escudo, remite a las dos "B" de "Betis Balompié" y representa el número 100, con los dos 0 en caída, en alusión a los años transcurridos desde la fundación del club, como inspiración se utilizó la Corona Real que remata el escudo, más concretamente su ecuador sumado de cruz de oro y los dos florones visibles a su derecha.

## Uniforme
Actualmente, el Real Betis Balompié usa un uniforme compuesto por una camisa con rayas verticales de colores verde y blanco, con pantalones cortos negros y medias verdes.
El tercer uniforme de la temporada 2007-08 empleó una camiseta azul con distintos tonos de este color en memoria de la indumentaria usada por Sevilla Balompié, incluyendo el logotipo del centenario en el lado izquierdo, la segunda camiseta fue de rayas horizontales en 2 tonos de color verde en conmemoración al Celtic de Glasgow equipo al cual se deben los colores de la entidad.
En sus orígenes el Sevilla Balompié vestía con camisa azul y pantalón blanco, equipación con la que se proclama Campeón de Sevilla en 1910 y 1911. A finales de 1911, comienza a utilizar una camiseta con rayas verticales de colores verde y blanco, traída desde Glasgow a petición de Manuel Ramos Asensio. Ramos había estudiado siendo muy niño en los Maristas de Dumfries, cerca de Glasgow, donde tuvo sus orígenes el Celtic.
Tras la fusión del año 1914 entre el Sevilla Balompié y el Betis Football Club, se utilizan diversas equipaciones: una a rayas amarillas y negras que venía utilizando el Betis Foot-ball Club y otra con camiseta verde. No obstante, la equipación que se impone es nuevamente la de camiseta azul y pantalón blanco. Varias crónicas de la época describen dicha equipación y denominan al Balompié como "los azules".
Hacia 1919 o 1920 se vuelve a utilizar la equipación verdiblanca que en 1911 había propuesto Manuel Ramos; coincide la vuelta a estos colores con la adopción formal de los mismos por parte de la región andaluza en la Asamblea de Ronda de 1918, si bien se desconoce si hay o no vinculación entre ambos hechos. Desde entonces la primera equipación del equipo ha sido la camiseta verdiblanca y el calzón blanco.
Las camisetas han sufrido diversas transformaciones a lo largo de la historia, en concreto en los últimos años se emplearon rayas cada vez más anchas, aunque en la temporada 2006-07 se empleó un poco más clásicas. Para la conmemoración del centenario se crearon varias camisetas, entre ellas la azul de los primeros años y otra con 13 barras verdiblancas, donde por detrás están los nombres de las peñas del Real Betis Balompié.
| Primera | (Ver evolución) | Actual |

### Camisetas conmemorativas
En algunos momentos de su historia, el club ha lanzado varias camisetas conmemorativas que han sido utilizadas en los partidos oficiales para las que fueron creadas. El 6 de marzo de 2016, en el partido disputado frente al Granada Club de Fútbol, el club verdiblanco pasó a ser verdirrosa gracias a un modelo creado por la marca Adidas, en celebración del Día Internacional de la Mujer. El año 2017 ante el Málaga Club de Fútbol el club usó una indumentaria diferente con franjas verdiblancas horizontales en conmemoración del día de Andalucía. Se intentó también la iniciativa con el Granada Club de Fútbol, pero la organización no se lo permitió. En el día de la mujer bética (generalmente en mayo) suele cambiar el patrocinador principal por los nombres de las socias béticas.

## Infraestructura

### Estadio

#### Cronología
- Campo del Papalardo (entre 1906 y 1907 aproximadamente)
- Campo del Huerto de la Mariana (entre 1907 y 1909 aproximadamente)
- Campo del Prado de Santa Justa (entre 1907 y 1909 aproximadamente)
- Campo del Prado de San Sebastián (desde 1910 hasta 1918). Hacia 1910 el Sevilla Balompié empieza a jugar en el Prado de San Sebastián, donde va variando su ubicación. Alrededor de 1913 se instala frente a la Casa de Luca de Tena (aproximadamente frente a lo que hoy es el edificio de Sevillana) y cerca el campo con tablas verdes, por lo que será conocido como “Campo de las Tablas Verdes”. También es conocido como “Campo de la Enramadilla”. Tras cambiar su denominación por la de Real Betis Balompié, sigue instalado en el Campo de las Tablas Verdes hasta 1918. Estando en el Prado el Balompié se proclama en cuatro ocasiones Campeón de Sevilla.
- Campo del Patronato Obrero (1918-1936). Situado en el barrio del Porvenir, pasó por varias fases: desde 1918 hasta 1924 era un mero campo cercado, aprovechando las antiguas tablas verdes del Campo del Prado, por lo que siguió siendo conocido como Campo de las Tablas Verdes. En 1928 se realizaron importantes reformas del campo, que desde entonces puede considerarse como estadio; desde 1924 se conoce como “el Campo del Patronato” o “el campo del Patronato Obrero” (estaba rodeado de las llamadas “casas baratas” edificadas gracias al Real Patronato de Casas Baratas). Allí el Real Betis Balompié se proclamó campeón de Andalucía en 1928, empezando su andadura en la Liga de 2.ª división en 1928-29, se convirtió en el primer equipo andaluz en jugar una final de Copa de España en 1931, celebró sus Bodas de Plata el 6 de enero de 1932, se proclamó Campeón de 2.ª división logró el ascenso a 1.ª división en la temporada 1931-32 y, finalmente, se proclamó Campeón de Liga en la temporada 1934-35.
- Heliópolis, con diversas denominaciones: 1936 hasta la actualidad:
  - Estadio de la Exposición: En 1936, este estadio construido para la Exposición Iberoamericana de 1929 fue arrendado al club por el Ayuntamiento dos días antes del inicio de la guerra civil. El equipo no pudo hace uso de su nuevo campo durante todo periodo de la guerra, ya que se utilizó como sede de los tanques y vehículos del Corpo Truppe Volontarie, conocido como CTV (fuerza militares italianas enviadas por la Italia de Benito Mussolini). Hubo que esperar a 1939 para poder ver al Betis jugando en el estadio.
  - Estadio de Heliópolis: Desde 1939 hasta 1961.- Aproximadamente desde que el Betis empezó a jugar efectivamente en el Estadio se le fue conociendo más como “Estadio de Heliópolis”. En 1958 se construyeron las tribunas de gol y el 6 de junio de 1959 fue inaugurada la iluminación eléctrica. El 12 de agosto de 1961, siendo presidente Benito Villamarín, el club adquirió la propiedad del estadio por un importe de 14 036 550 pesetas (84 370 €) que habían sido abonadas en la Tesorería Municipal el 11/08/1961.
  - Estadio Benito Villamarín: Desde 1961 hasta 1999.- En 1971 se construyó el Gol Norte y posteriormente el Gol Sur, y en 1975 se levantó la tribuna de voladizo durante la presidencia de José Núñez Naranjo. En 1982, con motivo de la celebración en España del Mundial, se renovaron las dos primeras gradas de la zona de Preferencia (debajo de la tribuna de Voladizo), la tribuna de Fondo y las escaleras laterales de acceso a voladizo. Durante el mundial se jugaron los partidos Brasil-Escocia y Brasil-Nueva Zelanda, también se jugó el famoso 12-1 de España a Malta que clasificó a la selección española para la fase final de la Eurocopa 1984 de Francia.
  - Estadio Manuel Ruiz de Lopera: Denominación que recibió el estadio desde el 1 de enero de 2000, tras inaugurarse la reforma de Gol Norte y Fondo.
  - Estadio Benito Villamarín: El 16 de octubre de 2010 el recinto recuperó su anterior nombre como resultado de la voluntad de los aficionados mediante la votación de los socios de la entidad. El 25 de agosto de 2017, se inaugura el Nuevo Gol Sur, ampliando la capacidad del feudo verdiblanco a 60 721 espectadores.[123] En el verano de 2018 se reducen en más de 1000 asientos debido a la instalación de nuevos palcos vips, quedando en 59 378.

En la actualidad y desde 1936, el recinto deportivo del club es el Estadio Benito Villamarín, el cual posee una capacidad para 59 378 espectadores, siendo uno de los mayores estadios de Andalucía. Actualmente, están terminadas las zonas de Fondo, Gol Norte y Gol Sur, siendo la grada de Preferencia la única que se mantiene en pie del antiguo estadio. Su nombre se debe al expresidente Benito Villamarín, se encuentra ubicado en el barrio de Heliópolis, en la Avenida de La Palmera. Sus dimensiones son 107 x 64 metros.

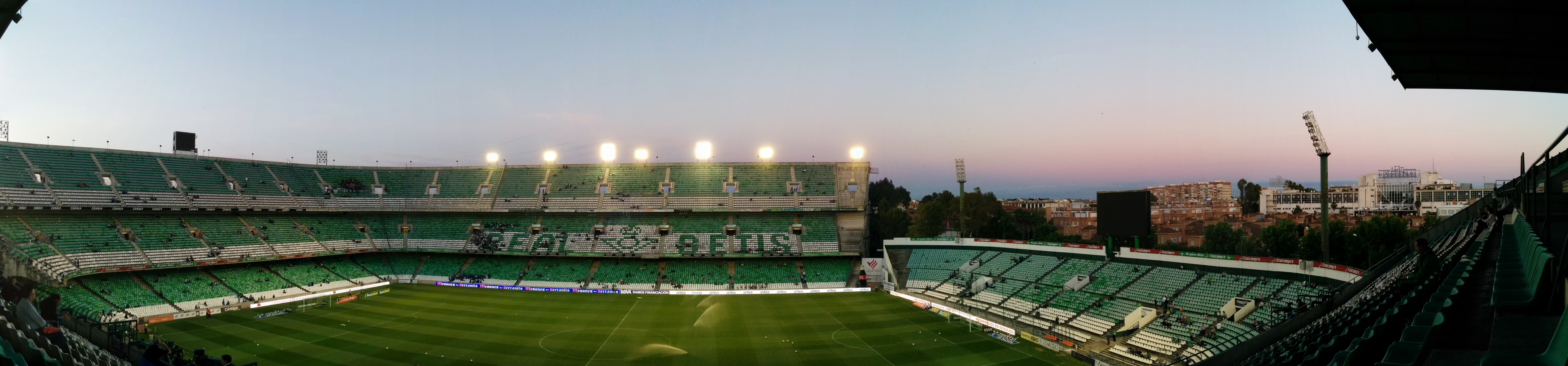
El estadio Benito Villamarín en 2014, visto desde la grada de preferencia.

### Instalaciones deportivas
La Ciudad Deportiva Luis del Sol es un complejo deportivo donde se encuentran los campos de entrenamiento de las distintas categorías de fútbol. Se encuentra situada en las inmediaciones del Estadio Benito Villamarín, en el barrio de Los Bermejales. Fue inaugurada en el año 1997 por el entonces presidente de la entidad (Manuel Ruiz de Lopera).
Está compuesta por dos campos de césped natural en los cuales suele entrenar el primer equipo y donde juega sus partidos de competición el filial y el equipo femenino. Además también dispone de dos tapetes de césped artificial, uno de ellos diseñado para la práctica del Fútbol 7 (modalidad que practican las categorías inferiores).
Finalmente, el complejo está compuesto por piscina, sauna, gimnasio, zona médica y fisioterapia, lavandería, sala de prensa, aparcamiento (con 63 plazas) y cafetería (conocida como Betis Sport Bar).

## Datos del club
Para los detalles estadísticos del club véase Estadísticas del Real Betis Balompié.

### Denominaciones
La denominación más duradera del equipo fue la de Real Betis Balompié, mantenida desde 1914 hasta su conversión en sociedad anónima deportiva en 1992, excepto en el periodo 1931-1940 (Segunda República y Guerra Civil) en el que se eliminó la palabra "Real" y su nombre fue Betis Balompié. El club se convirtió en sociedad anónima deportiva (S.A.D.) en 1992, cambiando su denominación a Real Betis Balompié S.A.D. El término de Betis fue la denominación dada al río Guadalquivir durante la época romana, este nombre no fue utilizado comúnmente para referirse al club hasta final de los años veinte y principios de los treinta, al igual que la denominación de béticos.

## Palmarés
El Real Betis acumula en sus más de cien años de historia numerosos trofeos nacionales. Entre ellos destacan por importancia, un Campeonato de Liga de Primera División y tres Copas de España, además de otros siete Campeonato de Liga de Segunda División y uno de Tercera División, un Campeonato Regional y otros seis de misma índole.
Considerado como uno de los clubes históricos del fútbol español, es uno de los únicos nueve clubes vencedores de las dos mayores competiciones del país —y el único de Andalucía junto al Sevilla Fútbol Club—.
En cuanto a participaciones europeas, ha disputado alguna de las competiciones oficiales de la UEFA en diecisiete ocasiones: once ediciones de la Liga Europa, dos ediciones de la Liga Conferencia, una edición de la extinta Copa de Ferias, dos ediciones de la extinta Recopa de Europa y una edición en la Liga de Campeones, alcanzando el mayor hito en la mencionada Liga de Conferencia, donde el equipo llegó a la ronda final en la edición 2024/25. Cabe destacar también que ha sido uno de los catorce conjuntos españoles en participar en la Liga de Campeones de la UEFA.
Nota: en negrita competiciones vigentes en la actualidad. Indicado el récord del torneo 

### Títulos nacionales (4)
| Competición nacional       | Títulos                                   | Subcampeonatos                |
| -------------------------- | ----------------------------------------- | ----------------------------- |
| Primera División de España | 1935.                                     |                               |
| Copa del Rey               | 1977, 2005, 2022.                         | 1931, 1997.                   |
| Supercopa de España        |                                           | 2005.                         |
| Copa de la Liga            |                                           | 1986.                         |
| Segunda División de España | 1932, 1942, 1958, 1971, 1974, 2011, 2015. | 1956, 1967, 1990, 1994, 2001. |
| Tercera División de España | 1954.                                     | 1948, 1951.                   |

### Títulos internacionales (0)
| Competición internacional         | Títulos | Subcampeonatos |
| --------------------------------- | ------- | -------------- |
| Liga Conferencia de la UEFA (0/1) |         | 2024-25.       |

### Torneos regionales (12)
| Competición regional                 | Títulos                             | Subcampeonatos                                                                      |
| ------------------------------------ | ----------------------------------- | ----------------------------------------------------------------------------------- |
| Campeonato Regional Sur              | 1928.                               | 1920, 1921, 1923, 1924, 1925, 1926, 1927, 1929, 1930, 1931, 1932, 1933, 1939, 1940. |
| Copa de Sevilla                      | 1910, 1911, 1912, 1914, 1915, 1920. | 1913, 1917, 1919.                                                                   |
| Campeonato Federación Regional Sur   | 1945.                               |                                                                                     |
| Campeonato Copa Artística de Sevilla | 1915.                               |                                                                                     |
| Campeonato Mancomunado Centro-Sur    |                                     | 1933.                                                                               |
| Campeonato Provincial de Sevilla     | 1982, 1986, 1987.                   | 1983, 1984, 1990.                                                                   |

### Distinciones
- Mejor Equipo de 2005 otorgado por la Consejería de Comercio, Turismo y Deporte de la Junta de Andalucía, "por haber ganado la Copa del Rey 2005 y por su clasificación para disputar la Liga de Campeones, por primera vez en la historia del fútbol andaluz, haciendo una de sus mejores campañas de la historia del club".[131]
- Placa de Plata al Mérito Deportivo del Consejo Superior de Deportes.[132]
- Trofeo Amberes, premio concedido al Real Betis Balompié por la Real Federación Española de Fútbol por la promoción y cuidado de la cantera.
- Medalla de Oro de Andalucía.[133][134]
- Medalla de Oro de la Ciudad de Sevilla otorgada por el Excmo. Ayuntamiento de Sevilla con motivo del Centenario.
- Medalla de Oro de la Cámara de Comercio, Industria y Navegación de Sevilla.[135]
- Jugador N.º 12 otorgado por la Liga Nacional de Fútbol Profesional con motivo del trabajo realizado a favor de la tolerancia, el juego limpio y el respeto entre aficiones en las temporadas 2011-12 y 2013-14.[136]
- Premio Zaballa 2014 otorgado por la RFEF con motivo de sus acciones de ayuda hacia las personas que se vieron involucradas en el momento en que se produjo una avalancha en una de las gradas del Estadio El Sadar.[137]

### Trayectoria
|  | Para más detalles, consultar Trayectoria del Real Betis Balompié y Estadísticas del Real Betis Balompié |

El club ocupa la novena plaza en la clasificación histórica de la Primera División —máxima competición de clubes en España— desde su fundación en la temporada 1928-29 sumando un total de cincuenta y siete apariciones. Su mejor actuación fue en la temporada 1934-1935 cuando quedó campeón de la liga y la peor en la temporada 1990-91 cuando finalizó vigésimo.
En el panorama internacional, el club es uno de los clubes españoles que han participado en la Liga de Campeones de la UEFA, que ha disputado en una ocasión, y es el décimo club español con más presencias en competiciones europeas con catorce.
| Competición                                   | P.J. | P.G. | P.E. | P.P. | G.F. | G.C. | Mejor resultado         |
| --------------------------------------------- | ---- | ---- | ---- | ---- | ---- | ---- | ----------------------- |
| Campeonato de Liga de Primera División        | 1918 | 684  | 483  | 751  | 2426 | 2754 | Campeón                 |
| (Segunda División)                            | 884  | 420  | 217  | 247  | 1462 | 1065 | (Campeón)               |
| (Tercera División)                            | 218  | 123  | 35   | 60   | 543  | 318  | (Campeón)               |
| Campeonato de España de Copa                  | 455  | 217  | 103  | 135  | 766  | 567  | Campeón                 |
| Supercopa de España                           | 2    | 1    | 0    | 1    | 2    | 4    | Subcampeón              |
| Copa de la Liga de España                     | 20   | 11   | 4    | 5    | 31   | 24   | Subcampeón              |
|                                               |      |      |      |      |      |      |                         |
| Copa de Europa / Liga de Campeones de la UEFA | 8    | 3    | 2    | 3    | 6    | 9    | Dieciseisavofinalista   |
| Recopa de Europa de la UEFA                   | 12   | 5    | 3    | 4    | 15   | 13   | Cuartofinalista         |
| Copa de la UEFA / Liga Europa de la UEFA      | 56   | 28   | 13   | 15   | 80   | 55   | Octavofinalista         |
| Copa de Ciudades en Feria                     | 2    | 0    | 1    | 1    | 1    | 3    | Treintaidosavofinalista |
|                                               |      |      |      |      |      |      |                         |
| Total                                         | 3575 | 1492 | 861  | 1222 | 5332 | 4812 | 4 campeonatos           |
| Ver estadísticas completas                    |      |      |      |      |      |      |                         |

Nota: En negrita competiciones activas. Estadísticas actualizadas al último partido jugado el 1 de junio de 2022.
Fuentes: LaLiga - UEFA - CIHEFE - BDFutbol 
Evolución

## Organigrama deportivo

### Jugadores
Durante los más de cien años de la entidad han vestido la camiseta del club más de setecientos futbolistas. Reconocidos por su trayectoria en el club, los jugadores de nacionalidad argentina son los más representados —por detrás de los españoles— con un total de veintinueve futbolistas. En total, más de un centenar de jugadores extranjeros han defendido la camiseta verdiblanca desde que János Kuszmann lo hiciera en el la temporada 1958-59 frente al Granada Club de Fútbol.
Destacan en la historia bética como jugadores que más años estuvieron bajo la disciplina del club, Rogelio Sosa y los gaditanos Juan José Cañas y Antonio Benítez con un total de dieciséis, quince y catorce temporadas respectivamente.
En cuanto al número de partidos y goles, el gaditano Joaquín Sánchez encabeza la lista de partidos —tras superar en la temporada 2020-21 los 460 del vasco José Ramón Esnaola—, mientras que Rubén Castro lidera la lista de goleadores históricos con 147 —treinta y ocho por delante de Francisco González, quien encabezó la lista hasta la temporada 2014-15. Cabe destacar a Denílson de Oliveira como el extranjero con más partidos con la camiseta verdiblanca, con más de doscientos.
Entre los jugadores en activo en la actualidad del club es el ya mencionado Joaquín el jugador que más temporadas y partidos acumula repartidas en catorce temporadas. En cuanto a las internacionalidades con España es el ya mencionado Gordillo con un total de 75 quien más suma, mientras que el máximo goleador es Rubén Castro con los ya mencionados 147 en siete temporadas, lo que arroja un promedio aproximado de veintiún tantos por temporada.
| Máximos goleadores | Máximos goleadores          | Máximos goleadores | Más partidos disputados | Más partidos disputados | Más partidos disputados | Más temporadas     | Más temporadas                                            | Más temporadas     |
| ------------------ | --------------------------- | ------------------ | ----------------------- | ----------------------- | ----------------------- | ------------------ | --------------------------------------------------------- | ------------------ |
| 1.                 | Rubén Castro                | 147 goles          | 1.                      | Joaquín Sánchez         | 528 partidos            | 1.                 | Rogelio Sosa                                              | 16 años            |
| 2.                 | Francisco González Paquirri | 109 goles          | 2.                      | José Ramón Esnaola      | 460 partidos            | 2.                 | Juanjo Cañas                                              | 15 años            |
| 3.                 | Manuel Domínguez            | 94 goles           | 3.                      | Julio Cardeñosa         | 413 partidos            | 3.                 | Antonio Benítez / Joaquín Sánchez                         | 14 años            |
| 4.                 | Poli Rincón                 | 93 goles           | 4.                      | Rafael Gordillo         | 411 partidos            | 4.                 | José Suárez / Ángel Martín'                               | 13 años            |
| 5.                 | Rogelio Sosa                | 90 goles           | 5.                      | Javier López            | 395 partidos            | 5.                 | Antonio Biosca / José Ramón Esnaola / Javier López García | 12 años            |
| Ver lista completa | Ver lista completa          | Ver lista completa | Ver lista completa      | Ver lista completa      | Ver lista completa      | Ver lista completa | Ver lista completa                                        | Ver lista completa |

Merecen ser destacadas algunas generaciones de futbolistas del club como la plantilla de la temporada 1934-35, única vez que a fecha de 2021 se ha proclamado campeón de liga. Dirigidos por el irlandés Patricio O’Connell, los jugadores Adolfo, Serafín Aedo, Pedro Areso, Caballero, José Luis Espinosa, Gómez, Rufino Larrinoa, Simón Lecue, Peral, Rancel, Saro, Timimi González, Joaquín Urquiaga, Valera, Victorio Unamuno Del mismo modo cabe destacar a las plantillas de los tres campeonatos de copa, logrados en 1977, 2005 y 2022, entre los que destacaron jugadores como Eduardo Anzarda, Antonio Benítez, Manuel Campos, Julio Cardeñosa, José Ramón Esnaola, Rafael Gordillo, Rogelio Sosa en el primero, Toni Prats, Alfonso Pérez, Arzu García, Marcos Assunção, Juan José Cañas, Jesús Capi, Denílson de Oliveira, Ricardo Oliveira, Fernando Varela, Juanito Gutiérrez y Joaquín Sánchez entre otros en el segundo y  Borja Iglesias, Fekir, Canales, Germán Pezzella y Guido Rodríguez en el tercero.
En la actualidad reciente cabe destacar al ya mencionado Joaquín Sánchez y a Rubén Castro al ser dos de los jugadores que más partidos y goles suman en la historia de la entidad, mientras que 31 jugadores han sido internacionales con la selección española mientras se encontraban bajo disciplina del club. El primero de ellos fue el ya citado Simón Lecue, mientras que el también citado Rafael Gordillo es quien más presencias acumuló con 59.
| Nombre               | Periodo     | Posición             | Año de debut |
| -------------------- | ----------- | -------------------- | ------------ |
| Juan Ureña           | 1991 – 2000 | Defensa central      | 1986         |
| Juan Merino          | 2000 – 2002 | Defensa central      | 1990         |
| Juanjo Cañas         | 2002 – 2006 | Defensa central      | 1991         |
| Benjamín Zarandona   | 2006 – 2007 | Interior izquierdo   | 1998         |
| Jesús Capitán "Capi" | 2007 – 2010 | Mediocentro ofensivo | 1999         |
| Arturo García "Arzu" | 2010 – 2011 | Pivote               | 2000         |
| Casto Espinosa       | 2011 – 2013 | Portero              | 2007         |
| Nacho Pérez          | 2013 – 2014 | Lateral izquierdo    | 2009         |
| Jorge Molina         | 2014 – 2016 | Delantero centro     | 2010         |
| Joaquín Sánchez      | 2016 – 2023 | Extremo derecho      | 2000         |
| Andrés Guardado      | 2023 – 2024 | Mediocentro          | 2017         |
| Nabil Fekir          | 2024        | Mediocentro ofensivo | 2019         |
| Marc Bartra          | 2024 – Act. | Defensa central      | 2018         |

Fuente: Transfermarkt

### Plantilla 2025-26
Como exigen las normas de la Liga de Fútbol Profesional, los jugadores de la primera plantilla deben llevar los dorsales del 1 al 25, siendo considerados los demás, a todos los efectos, jugadores del Betis Deportivo Balompié y, como tales, podrán compaginar partidos con el primer y segundo equipo. Según normativa UEFA, los clubes solo pueden tener en plantilla un máximo de tres jugadores considerados extracomunitarios, es decir, aquellos que no poseen la nacionalidad de ningún país de la Unión Europea. La lista anterior solo refiere a la nacionalidad principal de cada jugador. Cabe destacar que los futbolistas nacidos fuera del continente no ocuparán plaza de extranjero siempre y cuando hayan adquirido con posterioridad la nacionalidad de algún país perteneciente a la UE. A continuación se muestra la lista de jugadores comunitarios actuales que portan la doble nacionalidad:
- Ez Abde posee la doble nacionalidad marroquí y española.
- Chimy Ávila posee la doble nacionalidad argentina y española.
- Cédric Bakambu posee la doble nacionalidad congoleña y francesa.
- Giovani Lo Celso posee la doble nacionalidad argentina e italiana.
- Cucho Hernández posee la doble nacionalidad colombiana y española.
- Junior Firpo posee la doble nacionalidad dominicana y española.
- Valentín Gómez posee la doble nacionalidad argentina y española.

Por lo tanto, los dos jugadores que actualmente ocupan plaza de extracomunitario son el brasileño Natan de Souza y el colombiano Nelson Deossa, dado que el uruguayo Gonzalo Petit no ocupa ficha en el equipo al encontrarse en situación de préstamo en otro club.

### Altas y bajas 2025-26
- Las cifras no incluyen IVA, sumas por objetivos, indemnizaciones o posibles derechos de otros equipos sobre el jugador.

| Altas           | Altas          | Altas                 | Altas         | Altas        |
| Jugador         | Posición       | Procedencia           | Tipo          | Costo        |
| --------------- | -------------- | --------------------- | ------------- | ------------ |
| Nelson Deossa   | Centrocampista | C. F. Monterrey       | Traspaso      | 11 700 000 € |
| Natan de Souza  | Defensa        | S. S. C. Napoli       | Traspaso      | 9 000 000 €  |
| Rodrigo Riqueme | Centrocampista | Atlético de Madrid    | Traspaso      | 8 000 000 €  |
| Gonzalo Petit   | Delantero      | Club Nacional         | Traspaso      | 6 000 000 €  |
| Valentín Gómez  | Defensa        | C. A. Vélez Sarsfield | Traspaso      | 5 300 000 €  |
| Álvaro Valles   | Portero        | Agente libre          | Libre         | 0 €          |
| Junior Firpo    | Defensa        | Leeds United F. C.    | Libre         | 0 €          |
| Pau López       | Portero        | Deportivo Toluca      | Libre         | 0 €          |
| Juanmi Jiménez  | Delantero      | Getafe C. F.          | Fin de cesión | 0 €          |
| Iker Losada     | Delantero      | R.C. Celta de Vigo    | Fin de cesión | 0 €          |
| Ricardo Visus   | Defensa        | Almere City F. C.     | Fin de cesión | 0 €          |
| Borja Iglesias  | Delantero      | R. C. Celta de Vigo   | Fin de cesión | 0 €          |
| Álex Collado    | Centrocampista | Al-Kholood Club       | Fin de cesión | 0 €          |

| Bajas             | Bajas          | Bajas                   | Bajas                 | Bajas        |
| Jugador           | Posición       | Destino                 | Tipo                  | Cobro        |
| ----------------- | -------------- | ----------------------- | --------------------- | ------------ |
| Johnny Cardoso    | Centrocampista | Atlético de Madrid      | Traspaso              | 25 000 000 € |
| Jesús Rodríguez   | Delantero      | Como 1907               | Traspaso              | 22 500 000 € |
| Rui Silva         | Portero        | Sporting C. P.          | Traspaso              | 4 700 000 €  |
| Romain Perraud    | Defensa        | Lille O. S. C.          | Traspaso              | 3 000 000 €  |
| Youssouf Sabaly   | Defensa        | Al-Duhail S. C.         | Traspaso              | 2 000 000 €  |
| Álex Collado      | Centrocampista | Al-Shamal S. C.         | Traspaso              | 2 000 000 €  |
| Borja Iglesias    | Delantero      | R. C. Celta de Vigo     | Traspaso              | 1 500 000 €  |
| Juanmi Jiménez    | Delantero      | Getafe C. F.            | Traspaso              | 1 200 000 €  |
| Ricardo Visus     | Defensa        | Widzew Lodz             | Traspaso              | 600 000 €    |
| Mateo Flores      | Centrocampista | F. C. Arouca            | Cesión                | 0 €          |
| Gonzalo Petit     | Delantero      | C. D. Mirandés          | Cesión                | 0 €          |
| Nobel Mendy       | Defensa        | Rayo Vallecano          | Cesión O/C            | 0 €          |
| Fran Vieites      | Portero        | Bandera de ?            | Rescisión de contrato | 0 €          |
| William Carvalho  | Centrocampista | C. F. Pachuca           | Rescisión de contrato | 0 €          |
| Antony dos Santos | Delantero      | Manchester United F. C. | Fin de cesión         | 0 €          |
| Natan de Souza    | Defensa        | S. S. C. Napoli         | Fin de cesión         | 0 €          |

### Entrenadores
Entre los preparadores más destacados de la historia es preciso mencionar al irlandés Patrick O'Connell quien dirigió al equipo en la temporada 1934-35, cuando el Betis obtuvo el título de campeón de liga de Primera División y que es hasta la fecha el mayor logro cosechado por el club. También cabe destacar al húngaro Ferenc Szusza quien entrenó durante cinco temporadas al club en los años setenta, el español Rafael Iriondo, entrenador que ganó la primera Copa del Rey el 25 de junio de 1977; al mallorquín Lorenzo Serra Ferrer quien fue entrenador durante seis temporadas entre sus dos épocas, en las que logró el segundo trofeo de Copa, además de la única clasificación lograda para la Liga de Campeones de la UEFA, el exjugador del club, Pepe Mel, que consiguió dos ascensos a Primera División y una clasificación para Europa.
El español Quique Setién fue entrenador del primer equipo en las temporadas 2017-18 y 2018-19, en las que logró la clasificación del equipo a la Europa League en su primera temporada. En la 2018-19 no tuvo tanta suerte, ya que no se clasificó a la Europa League.
El chileno Manuel Pellegrini, contratado el 9 de julio de 2020 como nuevo entrenador para tres temporadas, obtuvo la tercera Copa del Rey del club en 2022 y varias clasificaciones para Liga Europa de la UEFA.

### Administración
El Real Betis ha tenido 47 presidentes a lo largo de su historia, la mayoría de ellos españoles. Benito Villamarín Prieto y Manuel Ruiz de Lopera fueron los que más tiempo estuvieron en su puesto con un total de 10 años cada uno. José León Gómez ha sido el único que ha ejercido en tres periodos distintos (1968 a 1969, 1992 a 1996 y 2006-2010).
En 1992, la entidad pasó a convertirse en una sociedad anónima deportiva tras la entrada en vigor de la ley que las regulaba y, por tanto, se modificó el sistema de elección de presidente, pasando de ser elegido por los socios del club, a ser elegido por los accionistas de la sociedad.
La distribución aproximada de accionistas se encuentra compuesta por un 35,41 % correspondiente a accionistas minoritarios (todos con menos de 1 %) y el 64,59 % restante en manos de 12 personas o familias detalladas en el gráfico circular del lateral.
Desde febrero de 2016 es presidente Ángel Haro García, secundado por la siguiente dirección deportiva:
| \| - Presidente: - Ángel Haro García - Vicepresidente: - José Miguel López Catalán - Director Deportivo: - Manuel Fajardo[152] - Secretario Técnico: - Álvaro Ladrón de Guevara[152] - Director de Fútbol Formativo: - Miguel Calzado[152] \| | - Consejeros: - José María Pagola Serra - Carlos González de Castro - Ozgur Unay Unay - José María Gallego Moyano - Rafael Muela Velasco - Ricardo Díaz Andrés |
| - Presidente: - Ángel Haro García - Vicepresidente: - José Miguel López Catalán - Director Deportivo: - Manuel Fajardo - Secretario Técnico: - Álvaro Ladrón de Guevara - Director de Fútbol Formativo: - Miguel Calzado                      | |

Fuente: Sitio web oficial del Real Betis Balompié

## Categorías inferiores
El club cuenta con categorías inferiores de formación de futbolistas desde la edad infantil, entre las que desarrolla y promueve el balompié por medio de escuelas de fútbol. Todos ellos juegan y preparan sus partidos en los distintos terrenos de juego de la Ciudad Deportiva Luis del Sol con un campo principal de capacidad para 3500 espectadores. Abarca secciones desde la edad de benjamines hasta la de juveniles antes de acceder al equipo filial del club, el Betis Deportivo Balompié, que es ya el único existente tras la desaparición del Real Betis Balompié "C" en el verano de 2011. Estas se dividen en dos equipos de juveniles en la División de Honor Juvenil y en la Liga Nacional Juvenil, dos equipos de la categoría de cadetes: uno de ellos en División de Honor y el otro en Primera Andaluza. De la categoría de infantiles existen tres equipos: uno en 1.ª Andaluza, otro en 2ª Andaluza y otro en 4ª Andaluza. Hay cuatro equipos de alevines federados en diferentes ligas, otros seis equipos de benjamines y por último hay un equipo prebenjamín (tanto benjamines como prebenjamines compiten en ligas de ámbito local). Los niños que más destacan, y cuya familia lo acepta, pasan a formar parte de los diferentes equipos federados que participan en diferentes competiciones.

### Betis Deportivo Balompié
El Betis Deportivo Balompié —conocido simplemente como Betis Deportivo— es el primer equipo filial del club. Fue fundado en 1962 con el nombre de Triana Balompié, cambiándolo posteriormente por el de Betis Deportivo en 1972 y en la temporada 1995-96 por Real Betis Balompié B. Se vuelve a adoptar el actual nombre en 2017. Actualmente milita en la Segunda Federación.

### Juveniles
Para promover nuevos jugadores procedentes de la cantera, el club dispone de dos equipos de juveniles federados, cada uno en una categoría diferente. El de mayor nivel compite en la División de Honor Juvenil. La División de Honor se divide en 7 grupos de 16 equipos, que se establecen por proximidad geográfica. El campeón de cada grupo tiene acceso a la Copa de Campeones de Liga Juvenil, mientras que los cuatro últimos clasificados descienden a la Liga Nacional Juvenil. Asimismo, los 7 campeones junto a los 7 subcampeones y los 2 mejores terceros se clasifican para la Copa del Rey.
El segundo equipo juvenil compite en la Liga Nacional Juvenil que tiene como ámbito territorial a las provincias occidentales de Andalucía más Ceuta.
| Competición                               | Títulos                                              | Subcampeonatos    |
| ----------------------------------------- | ---------------------------------------------------- | ----------------- |
| División de Honor Juvenil de España (9)   | 1993, 1994, 2002, 2006, 2010, 2022, 2023, 2024, 2025 |                   |
| Copa del Rey Juvenil (4/2)                | 1983, 1990, 1998, 1999.                              | 1969, 1992.       |
| Liga Nacional Juvenil de España (4)       | 1981, 1983, 1984, 1985.                              |                   |
| Supercopa de España Juvenil (1)           | 1998.                                                |                   |
| Copa de Campeones Juvenil de España (1/3) | 2025.                                                | 1990, 2023, 2024. |

## Otras secciones deportivas

### Fútbol Femenino
El Real Betis Balompié Féminas es el equipo de fútbol femenino perteneciente al Real Betis Balompié que actualmente milita en la Primera División. Juega sus partidos locales en la Ciudad Deportiva Luis del Sol.
Su historia se remonta al año 2011, cuando el Real Betis Balompié integra en su estructura al equipo sénior y cadete pertenecientes al Azahar C.F. del barrio de Alfalfa de Sevilla.
En la temporada 2014-15 se proclamó campeón del grupo IV de Segunda División y cayó eliminado en la final del Playoff por el ascenso a Primera División frente al UD Granadilla Tenerife por un resultado final de 6-4 (3-1 en tierras canarias y 3-3 en Sevilla).
La temporada 2015-16 volvió a realizar el mismo resultado que la anterior, pero con un bagaje de 0 derrotas, consiguiendo el ascenso a Primera División tras vencer en la final del Playoff al CD Femarguín de Arguineguín (Las Palmas) por un resultado de 3-2 (1-1 en tierras canarias y 2-1 en tierras sevillanas).

### Fútbol Sala
El Real Betis FutSal es el equipo de fútbol sala perteneciente al Real Betis Balompié que actualmente milita en la Primera división. Juega sus partidos locales en el Pabellón de Amate.
Su historia se remonta al 10 de junio de 2013, cuando el Club Fútbol Sala Nazareno y el Real Betis Balompié alcanzan un acuerdo de colaboración por el cual el conjunto nazareno tomará el nombre y los colores del conjunto de la capital. En cumplimiento de las normativas de la LNFS y de la RFEF, el equipo pasará a llamarse Real Betis Balompié FSN.
El Real Betis FSN ascendió a la Segunda División en la temporada 2014-15 tras la renuncia a la plaza en la temporada anterior debido a la falta de los fondos suficientes para asegurar la permanencia del equipo en dicha categoría.
Esa misma temporada, realiza el mejor papel hasta el momento en la Copa del Rey eliminando a Manzanares FS, Jaén Paraíso Interior y al Levante UD DM, cayendo en cuartos de final ante El Pozo Murcia con un lleno absoluto en el Palacio de Deportes de Sevilla.
En la temporada 2015-16, el conjunto verdiblanco terminó en 8ª posición a solo 2 puntos de los puestos de Playoff de Ascenso a Primera División. En la competición copera llegó hasta 1/8 de final, en la cual fue derrotado por el Movistar Inter.
El 20 de junio de 2016, el Club Fútbol Sala Nazareno se integra en la estructura del club y pasa a denominarse Real Betis Futsal. Pablo Vilches será el nexo de unión entre la directiva del club y el equipo de fútbol sala con el cargo de Mánager de Fútbol Sala.
En la temporada 2019-20 asciende a Primera División.

### Fútbol Indoor
En la temporada 2007-08, y con motivo de la creación de la Liga Española de Fútbol Indoor, el Real Betis Balompié creó un equipo de veteranos donde se encontraban Vlada Stosic, Jaime Quesada o David Belenguer y entre otros. El Real Betis tuvo acceso a esta competición gracias a ser uno de los 9 equipos que han conquistado en alguna ocasión La Liga.
El mejor resultado obtenido fue en la temporada 2010 cuando el conjunto verdiblanco se proclamó subcampeón de Liga y de Copa.

### Baloncesto
Juega en la Segunda división de la Liga Española de Baloncesto Oro.
El 21 de julio de 2016 se hace oficial la incorporación del Club Baloncesto Sevilla al club verdiblanco. El 30 de diciembre de 2016 en la junta anual de accionistas se aprueba la integración como la nueva sección de baloncesto.

## Área social y dimensión sociocultural
El Real Betis Balompié es uno de los seis equipos con mayor seguimiento en España según los resultados del barómetro de junio de 2014 del CIS, en el que un 3,4 % de los entrevistados reconoce ser seguidor del club heliopolitano, con escasa diferencia con respecto al Valencia CF (3,5 %) y el Athletic Club (3,6 %), y triplicando el número de simpatizantes evaluado por el CIS respecto al otro equipo de la capital hispalense (1,1 %). Igualmente, según el barómetro del CIS el Real Betis Balompié es el segundo equipo de muchos españoles, ocupando la cuarta posición respecto a la simpatía sentida hacia algún otro equipo además del principal.

### Afición y grupos de animación

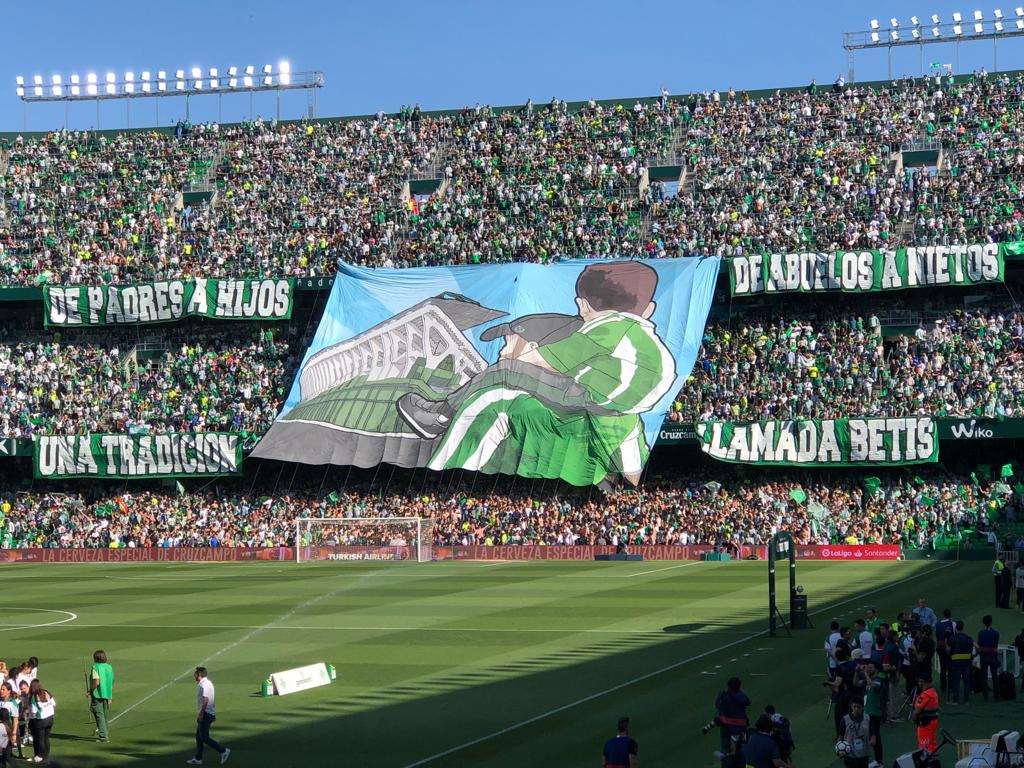
"De padres a hijos, de abuelos a nietos, una tradición llamada Betis". Tifo desplegado en el derbi de 2018.

El estadio Benito Villamarín suele presentar, cada jornada, una considerable asistencia y una gran animación. Los aficionados béticos ocupan el cuarto puesto de la liga en número de asistentes. Con una media de 47 399 espectadores por encuentro y un porcentaje de asistencia del 80 %, solo son superados por el Real Madrid Club de Fútbol, Fútbol Club Barcelona y el Club Atlético de Madrid como equipos con mayor asistencia de público durante la anterior Liga Santander. Gran parte de la animación corre a cargo de los aficionados ultras, los Supporters Gol Sur, ubicados en la zona Gol Sur del estadio, cada jornada acompañan al equipo con cánticos y tifos.
Además, el Real Betis Balompié tiene el honor de haber conseguido hacer el mayor desplazamiento de aficionados de la historia del fútbol español con alrededor de 80 000 aficionados a Madrid en la final de la Copa del Rey de 1997 según varias agencias informativas.
La Liga Nacional de Fútbol Profesional y Aficiones Unidas han premiado por dos veces a la afición del Real Betis, otorgando el galardón "Jugador Número 12" en las temporadas 2011-12 y 2013-14. El reconocimiento se da como resultado del trabajo realizado por sus seguidores a favor de la tolerancia, el juego limpio y el respeto entre aficiones.
La afición bética celebra sus triunfos en Plaza Nueva o en la Avenida de la Palmera de Sevilla, donde celebró el campeonato de liga de Segunda División en 2011.
Los Supporters Gol Sur, también conocidos como Supporters o SGS, son un grupo organizado de seguidores ultras que se ubican en el Gol Sur del Estadio Benito Villamarín. Esta agrupación fue creada en la temporada 1986-87.
En la segunda mitad el siglo XX existían una serie de peñas "animadoras" del Betis que no eran consideradas ultras. A finales de los años 60 surgió la "peña del Chupe", que mantuvo conflictos con otras aficiones en algunos estadios españoles y europeos. En 1986 un grupo de aficionados decide irse de "los Chupes" para crear un tipo de afición diferente. La palabra Supporters es en inglés por estar inspirados en los hinchas británicos (hooligans).
En sus comienzos, eran nacionalistas andaluces. En la temporada 1990-91 entraron los skin heads en el grupo, los cuales cambiaron la ideología a la extrema derecha, que sigue manteniéndose actualmente.
El grupo está hermanado con el Frente Atlético (Club Atlético de Madrid) y los Ultra Boys (Real Sporting de Gijón). También mantienen buenas relaciones con el Frente Onuba del Real Club Recreativo de Huelva
En la temporada 2014-15 se formó un nuevo grupo de animación denominado Grada 1907 localizado en la esquina de Fondo con Gol Norte, formada por diferentes peñas, cuyos miembros cumplen ciertos requisitos de conducta y de comportamiento para entrar en dicha grada. Para la temporada 2015-16 pidieron un traslado hasta Fondo 2º Anfiteatro (zona colindante con Gol Sur) debido a la demanda de socios por formar parte de este grupo y así poder usar la altura como mecanismo de animación.
Tras la finalización de la temporada 2015-16, los dos grupos de animación en ese momento activos deciden unirse bajo un mismo nombre con la intención de unir el foco de animación hacia el club bajo el apelativo de Gol Sur 1907. Para la temporada 2016-17 serán reubicados en distintas zonas del estadio (principalmente Fondo 2º Anfiteatro y Gol Norte 2º Anfiteatro) por las obras de mejora del Gol Sur. En la temporada 2017-18 tienen como objetivo ocupar toda la grada baja de Gol Sur.

### Peñas
El Real Betis Balompié tiene, en 2022, 528 peñas según información de la página web del club,[cita requerida] de las cuales más de 50 se encuentran fuera de Andalucía, de ellas más de veinte fuera de España. En el año 1967, los dirigentes de las diferentes peñas crearon una federación que se legalizó en octubre de ese mismo años, para aglutinar y servir como nexo de unión entre el club y el peñismo. En 1998, por acuerdo del club, presidido por Manuel Ruiz de Lopera, y la inmensa mayoría de las peñas se procedió a la disolución de la federación, creándose una coordinadora, que formaría parte del organigrama del club. En 2009 se refundó la Federación de Peñas Real Betis Balompié. 
La peña bética "Puerta de la Carne", fundada el 13 de octubre de 1927 constituye la más antigua de todas las existentes del fútbol español.

### El club en los medios de comunicación
El club dispone de un canal de televisión, Betis TV, que tiene como objetivo la promoción y difusión de la institución. El canal retransmite los actos institucionales del club, como asambleas, ruedas de prensa, además emite partidos de sus equipos, informativos y tertulias. Su programación diaria comenzó el 23 de junio de 2016 en el dial 56 (actualmente en el 24 debido al segundo dividendo digital) de la TDT y el 7 de julio a través de streaming. 
El 29 de junio de 2017 el canal se incorporó a nivel nacional al dial 317 del operador de pago Vodafone TV
La emisora de radio, Radio Betis, emite en el 96.8 de la FM
Además de la cobertura radiotelevisiva el club posee su propia revista oficial, Trece Barras, distribuida en su página web desde su inauguración en el mes de febrero del año 2014, en la que ofrece reportajes con protagonistas de la vida diaria de la entidad, desde jugadores del primer equipo miembros de las categorías inferiores, así como empleados y béticos ilustres. Abre sus páginas a los aficionados y peñistas de todo el mundo que dan testimonio de la historia del club a través de anécdotas y episodios que quedaron para el recuerdo.
El club dispone de una página web, donde informa de forma actualizada de los aspectos más significativos, como su historia, comunicados, organigrama, cantera, socios, peñas o Fundación entre otros. La cobertura del club ha avanzado y ofrece informaciones semejantes en las distintas redes sociales y plataformas como TikTok, Facebook, Youtube, Vine, Google+, Snapchat, Instagram o Twitter.

## Rivalidades
El Real Betis Balompié mantiene su máxima rivalidad con el Sevilla Fútbol Club desde casi la época de su fundación. Fue en 1909 cuando una escisión en el seno del equipo sevillano formó el Betis Foot-Ball Club, producida por la negativa de los hispalenses a aceptar en su equipo al hijo de un obrero. Este nuevo club fue absorbido en 1914 por el Sevilla Balompié debido a las penurias económicas que sufría dando como resultado al Real Betis Balompié actual. El nuevo club heredó la rivalidad con el equipo rojiblanco.
En las últimos temporadas se ha hecho frecuente que ambos clubes acuerden el número y precio de las entradas a recibir por la afición visitante para así crear un mejor ambiente en los derbis.

## Influencia con otros clubes

### Club Deportivo Betis San Isidro
Por admiración al club bético surgió en Madrid el Club Deportivo Betis San Isidro. Establecido el 14 de abril de 1931 como un club amateur, en el año 1940 se inscribió en la cuarta categoría regional castellana, de la que se proclamó campeón en la temporada 1960-61. Sus fundadores fueron un grupo de amigos del barrio de San Isidro de Carabanchel. En honor al conjunto andaluz viste los mismos colores en su equipación, y el escudo guarda asimismo las mayores similitudes posibles.
A fecha de 2019 compite en la Primera Categoría de Aficionados de la Comunidad de Madrid, correspondiente a la sexta categoría del fútbol español.

## Filmografía
- Documental TVE (19/01/1970), «Históricos del balompié - Real Betis Balompié» en rtve.es
- Documental TVE (09/10/2014), «Conexión Vintage - 'La noche bética'» en rtve.es[177]
- Documental TVE (15/06/2017), «Conexión Vintage - 'El triunfo bético en la Copa 1977'» en rtve.es
- Documental Canal + (2015) El ascenso en YouTube